# 金华市
金华市，简称婺、金，古称婺州，是中华人民共和国浙江省下辖的地级市，位于浙江省中部。市境西北临杭州市，东北接绍兴市，东界台州市，南毗丽水市，西达衢州市。地处金衢盆地东部，地势南北高，中间低。南部为仙霞岭，东部为大盘山，东北为会稽山，北部为龙门山，西北为千里岗山。东阳江（义乌江）、武义江于城区汇合成金华江，往西流与衢江在兰溪市汇合后称兰江，金华亦为浙中重要的铁路交通枢纽，沪昆铁路、金千铁路、金温铁路和沪昆客运专线在此交汇。市人民政府驻婺城区双龙南街801号。
金华是国家历史文化名城，因其“地处金星与婺女两星争华之处”得名，自三国吴元宝鼎元年（266年）始设东阳郡建置以来，具有1800多年的历史和灿烂文化。金华史称“小邹鲁”，素有“历史文化之邦、名人荟萃之地、文风鼎盛之城、山清水秀之乡”的美誉。著名的金华火腿原产地。

## 歷史
春秋金华为越國土地，戰國後期越為楚所滅，遂屬楚。秦、汉为乌伤县（治所在今義烏），属会稽郡。东汉设长山县。
三国·吴宝鼎元年（266年）以会稽郡西部设东阳郡，治长山（今金華市區），属扬州。晉延其制。
南朝·梁绍泰二年（556年）置缙州，陈天嘉三年（562年）撤缙州，东阳郡改名金华郡。“金华”一名源于“金星与婺女星争华之地”。
隋开皇十三年（593年）改置婺州。大业三年（607年）复置东阳郡。唐武德四年（621年）复改婺州，并分置衢州。天宝元年（742年）改婺州为东阳郡，乾元元年（758年）复为婺州。
元至元十三年（1276年）改婺州路。至正十八年（1358年）朱元璋攻取婺州路，改宁越府，至正二十年改金华府。1648年清军發动金華之屠。
1912年废府。1914年置金华道。1927年废道，各县仍直属于省。
1949年5月7日，中国人民解放军進入金华，设立浙江省第八行政区。10月，改名金华专区。1968年4月，改为金华地区。1985年5月，撤销金华地区，设地级市。

## 地理
金华地处金衢盆地东段，为浙中丘陵盆地地区，地势南北高、中部低。“三面环山夹一川，盆地错落涵三江”是金华地貌的基本特征。
上游东阳江自东而西流经东阳、义乌、金东区，与武义江在金华市区汇合而成金华江，其北流在兰溪城区汇入兰江。

### 气候
属亚热带季风气候。1月平均气温5.2℃，7月平均气温29.0℃，年平均气温17.3℃。极端最高气温41.5℃（2013年8月9日），极端最低气温-9.6℃（1977年1月6日）。年平均降水量1451.6毫米。金华地处金衢盆地，是浙江夏季高温中心之一，1951-2013年日最高气温≥40℃天数28天，1981-2010年年平均高温天数33.7天。
| 金华市气象数据（1971年至2000年） | 金华市气象数据（1971年至2000年） | 金华市气象数据（1971年至2000年） | 金华市气象数据（1971年至2000年） | 金华市气象数据（1971年至2000年） | 金华市气象数据（1971年至2000年） | 金华市气象数据（1971年至2000年） | 金华市气象数据（1971年至2000年） | 金华市气象数据（1971年至2000年） | 金华市气象数据（1971年至2000年） | 金华市气象数据（1971年至2000年） | 金华市气象数据（1971年至2000年） | 金华市气象数据（1971年至2000年） | 金华市气象数据（1971年至2000年） |
| 月份                             | 1月                              | 2月                              | 3月                              | 4月                              | 5月                              | 6月                              | 7月                              | 8月                              | 9月                              | 10月                             | 11月                             | 12月                             | 全年                             |
| -------------------------------- | -------------------------------- | -------------------------------- | -------------------------------- | -------------------------------- | -------------------------------- | -------------------------------- | -------------------------------- | -------------------------------- | -------------------------------- | -------------------------------- | -------------------------------- | -------------------------------- | -------------------------------- |
| 历史最高温 °C（°F）              | 24.3 (75.7)                      | 27.4 (81.3)                      | 32.6 (90.7)                      | 32.9 (91.2)                      | 36.4 (97.5)                      | 37.5 (99.5)                      | 40.5 (104.9)                     | 39.3 (102.7)                     | 39.6 (103.3)                     | 35.3 (95.5)                      | 31.3 (88.3)                      | 23.8 (74.8)                      | 40.5 (104.9)                     |
| 平均高温 °C（°F）                | 9.1 (48.4)                       | 10.9 (51.6)                      | 14.8 (58.6)                      | 21.7 (71.1)                      | 26.5 (79.7)                      | 29.2 (84.6)                      | 33.8 (92.8)                      | 33.5 (92.3)                      | 28.5 (83.3)                      | 23.6 (74.5)                      | 17.9 (64.2)                      | 12.3 (54.1)                      | 21.8 (71.3)                      |
| 日均气温 °C（°F）                | 5.2 (41.4)                       | 6.8 (44.2)                       | 10.7 (51.3)                      | 17.1 (62.8)                      | 21.8 (71.2)                      | 25.1 (77.2)                      | 29.0 (84.2)                      | 28.6 (83.5)                      | 24.1 (75.4)                      | 18.9 (66.0)                      | 13.2 (55.8)                      | 7.4 (45.3)                       | 17.3 (63.2)                      |
| 平均低温 °C（°F）                | 2.2 (36.0)                       | 3.7 (38.7)                       | 7.3 (45.1)                       | 13.3 (55.9)                      | 18.2 (64.8)                      | 21.9 (71.4)                      | 25.3 (77.5)                      | 24.9 (76.8)                      | 20.8 (69.4)                      | 15.3 (59.5)                      | 9.4 (48.9)                       | 3.8 (38.8)                       | 13.8 (56.9)                      |
| 历史最低温 °C（°F）              | −9.6 (14.7)                      | −8.9 (16.0)                      | −1.6 (29.1)                      | 0.6 (33.1)                       | 8.7 (47.7)                       | 13.3 (55.9)                      | 18.8 (65.8)                      | 18.6 (65.5)                      | 13.1 (55.6)                      | 2.4 (36.3)                       | −2.7 (27.1)                      | −6.8 (19.8)                      | −9.6 (14.7)                      |
| 平均降水量 mm（）                | 71.5 (2.81)                      | 91.6 (3.61)                      | 160.1 (6.30)                     | 168.9 (6.65)                     | 186.6 (7.35)                     | 258.5 (10.18)                    | 129.5 (5.10)                     | 109.1 (4.30)                     | 103.1 (4.06)                     | 68.9 (2.71)                      | 55.9 (2.20)                      | 47.9 (1.89)                      | 1,451.6 (57.16)                  |
| 平均降水天数（≥ 0.1 mm）         | 13.4                             | 14.5                             | 18.5                             | 17.1                             | 16.1                             | 16.5                             | 12.4                             | 11.9                             | 11.2                             | 9.6                              | 8.2                              | 8.6                              | 158.0                            |
| 来源：中国天气网                 |                                  |                                  |                                  |                                  |                                  |                                  |                                  |                                  |                                  |                                  |                                  |                                  |                                  |

## 政治

### 现任领导
| 机构     | · 中国共产党 · 金华市委员会 | 金华市人民代表大会 常务委员会 | 金华市人民政府    | · 中国人民政治协商会议 · 金华市委员会 |
| 职务     | 书记                        | 主任                          | 市长              | 主席                                  |
| -------- | --------------------------- | ----------------------------- | ----------------- | ------------------------------------- |
| 姓名     | 朱重烈                      | 陈玲玲（女）                  | 张健              | 叶卫红（女）                          |
| 民族     | 汉族                        | 汉族                          | 汉族              | 汉族                                  |
| 籍贯     | 浙江省诸暨市                | 浙江省温州市                  | 重庆市潼南区      | 浙江省龙泉市                          |
| 出生日期 | 1968年3月（57歲）           | 1963年10月（61歲）            | 1979年9月（45歲） | 1969年3月（56歲）                     |
| 就任日期 | 2022年7月                   | 2020年4月                     | 2024年1月         | 2025年1月                             |

### 历任领导
| 市委书记 - 方根雄（1985年12月－1989年12月） - 郭懋阳（1989年12月－1994年1月） - 仇保兴（1994年1月－1999年3月） - 郑尚金（1999年3月－2002年3月） - 汤黎路（2002年3月－2004年12月） - 徐止平（2005年2月－2012年1月） - 陈一新（2012年1月－2013年7月） - 徐加爱（2013年7月－2016年1月） - 赵光君（2016年1月－2018年2月） - 陈龙（2018年2月－2021年10月） - 志峰（2021年10月－2022年7月） - 朱重烈（2022年7月－） | 市长 - 郭懋阳（1985年12月－1990年1月） - 陈章方（1990年1月－1994年11月） - 郑尚金（1994年11月－1999年3月） - 汤黎路（1999年4月－2002年3月） - 楼阳生（2002年3月－2003年3月） - 徐止平（2003年3月－2005年3月） - 葛慧君（2005年3月－2007年7月） - 陈昆忠（2007年8月－2010年11月） - 徐加爱（2010年11月－2013年7月） - 暨军民（2013年7月－2017年7月） - 尹学群（2017年7月－2020年5月） - 邢志宏（2020年10月－2024年1月） - 张健（2024年1月－） |

### 行政区划

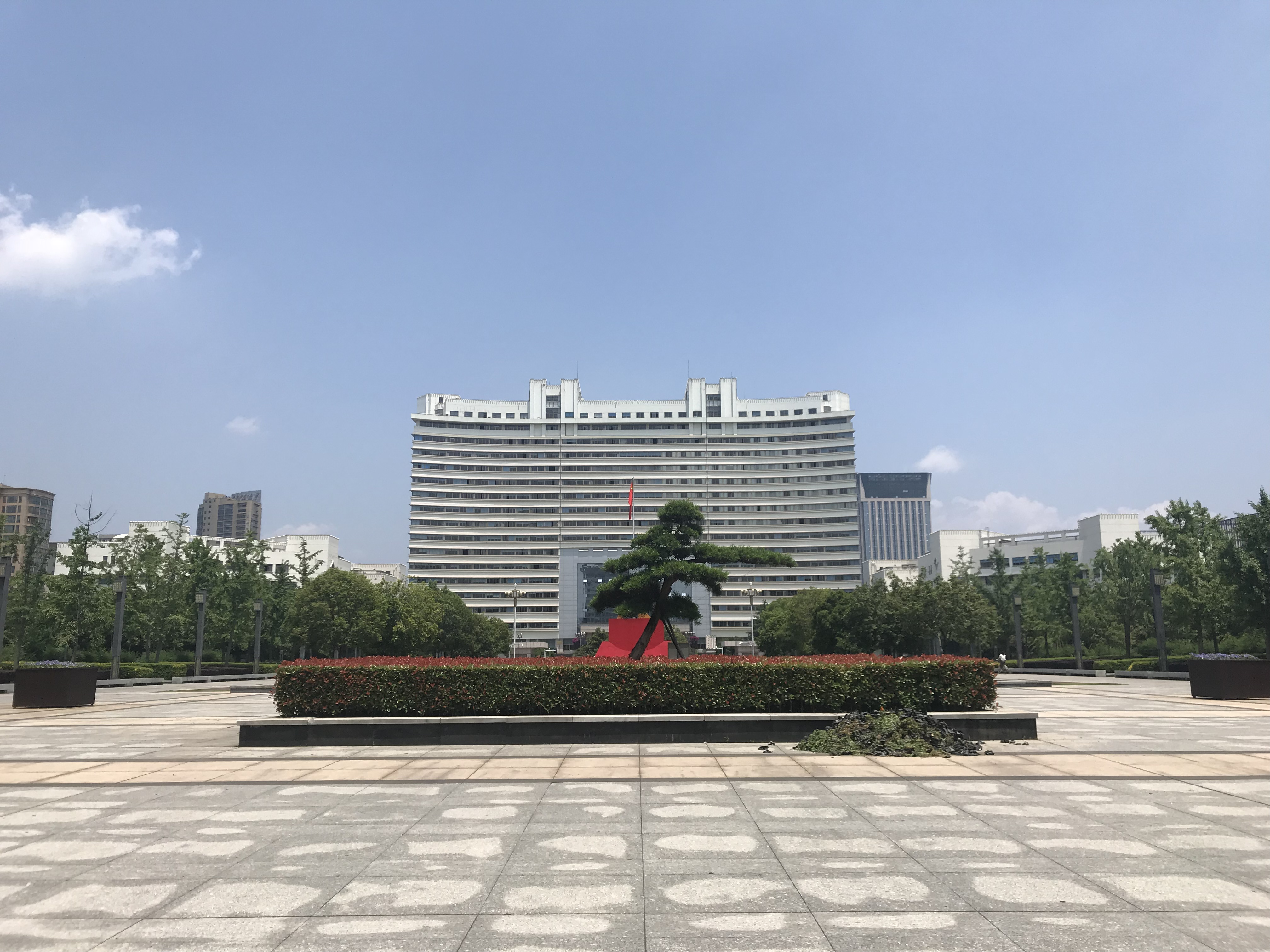
金华市人民政府

金华市现辖2个市辖区、3个县，代管4个县级市。
- 市辖区：婺城区、金东区
- 县级市：兰溪市、义乌市、东阳市、永康市
- 县：武义县、浦江县、磐安县

2006年，浙江省政府将义乌市列为第四轮强县扩权的唯一试点，赋予其与地级市同等的经济社会管理权限，行政上仍由金华市领导。
此外，金华市区还设立了以下经济功能区：国家级金华经济技术开发区（包括金西分区）、金义新区、金华山旅游经济区。

## 城市建设

### 城市扩张

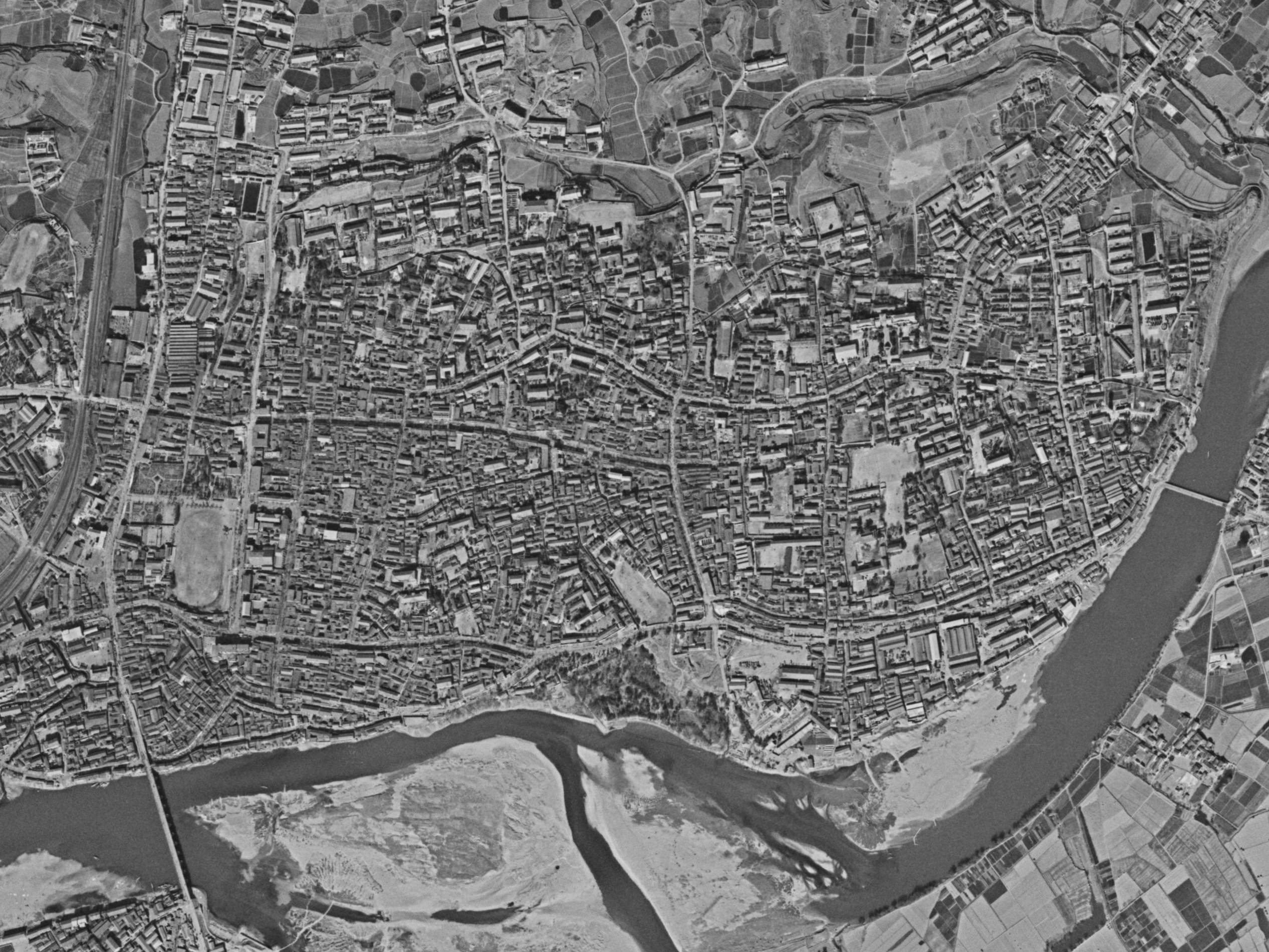
金华老城区卫星图（1972年）

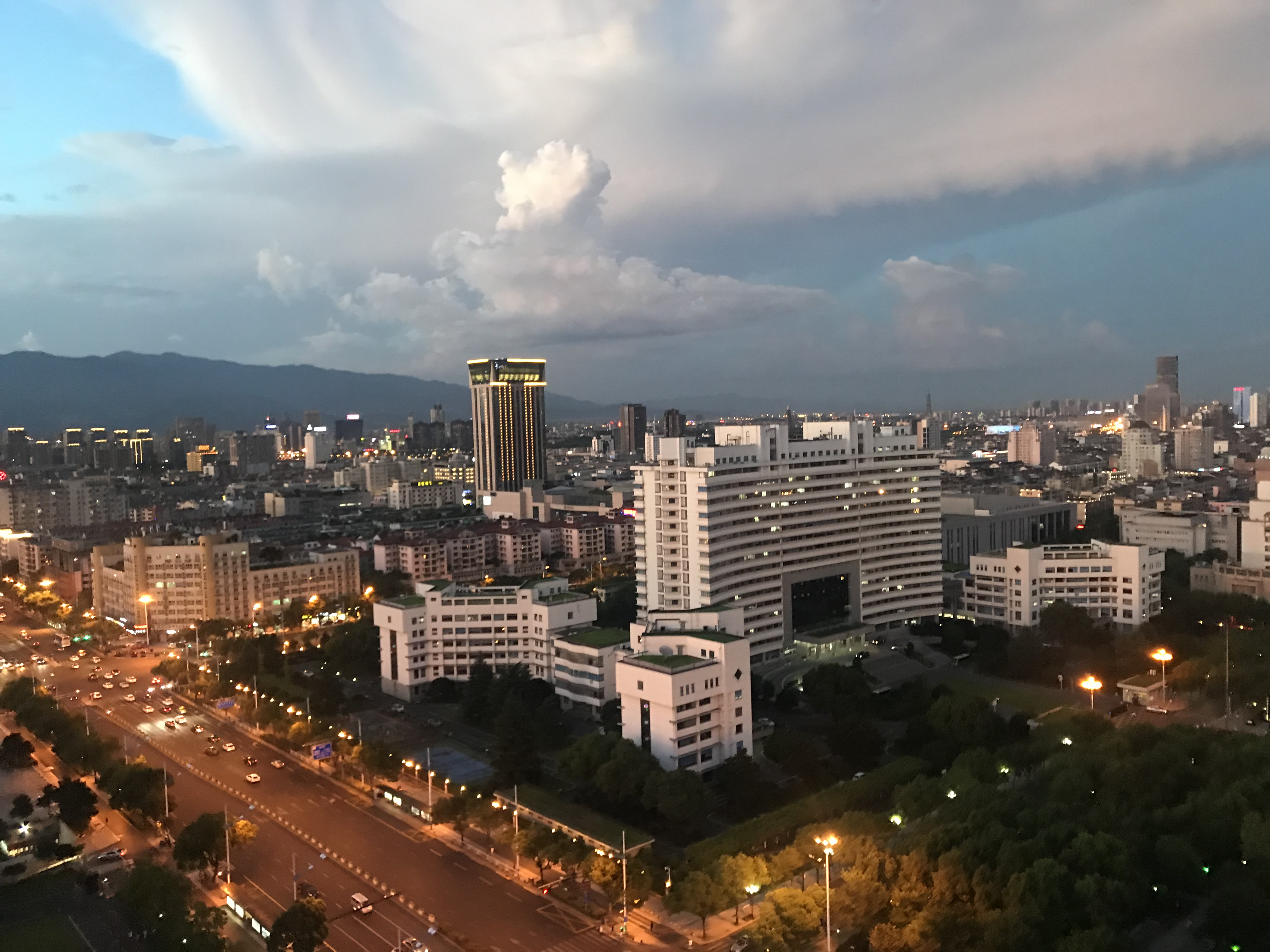
江南开发区

金华古城位于东阳江、武义江汇合为金华江的三江交汇处北岸，分为府城和子城。曾经建有城墙，后大部分在抗日战争中被拆除，并存留“古子城”地名。1932年通车的浙赣铁路沿城墙北侧、西侧绕过金华城，在金华江边设火车站。各类工厂在城墙西门：兰溪门外聚集；而铁路房建部门则在车站北侧新建铁路社区，定名“二七新村”。1960年代起，各类工厂开始搬迁至从兰溪门越过铁路向西延伸的解放西路上，形成金华老城区。
根据1995年中国城市规划设计研究院编制的规划方案，金华市区的城市空间以老城区（金华城墙和二七新村）为中心近期向南、北发展。1992年在金华江南新设立金华经济技术开发区，1993年区内成立金华科技园，1995年又在区内划出成立金磐扶贫经济开发区；1996年浙赣铁路金华区段取直外迁，在城北街道新设立金华西站并开发站前区域。2000年代又陆续在城北新狮设立城北综合园，城东多湖、东孝、仙桥设立金东新区，在城西白龙桥设立婺城新城区:50。
远期沿着金义轴线向东西发展，东联义乌、西至汤溪，设金义新区和金西经济开发区。

### 城市交通

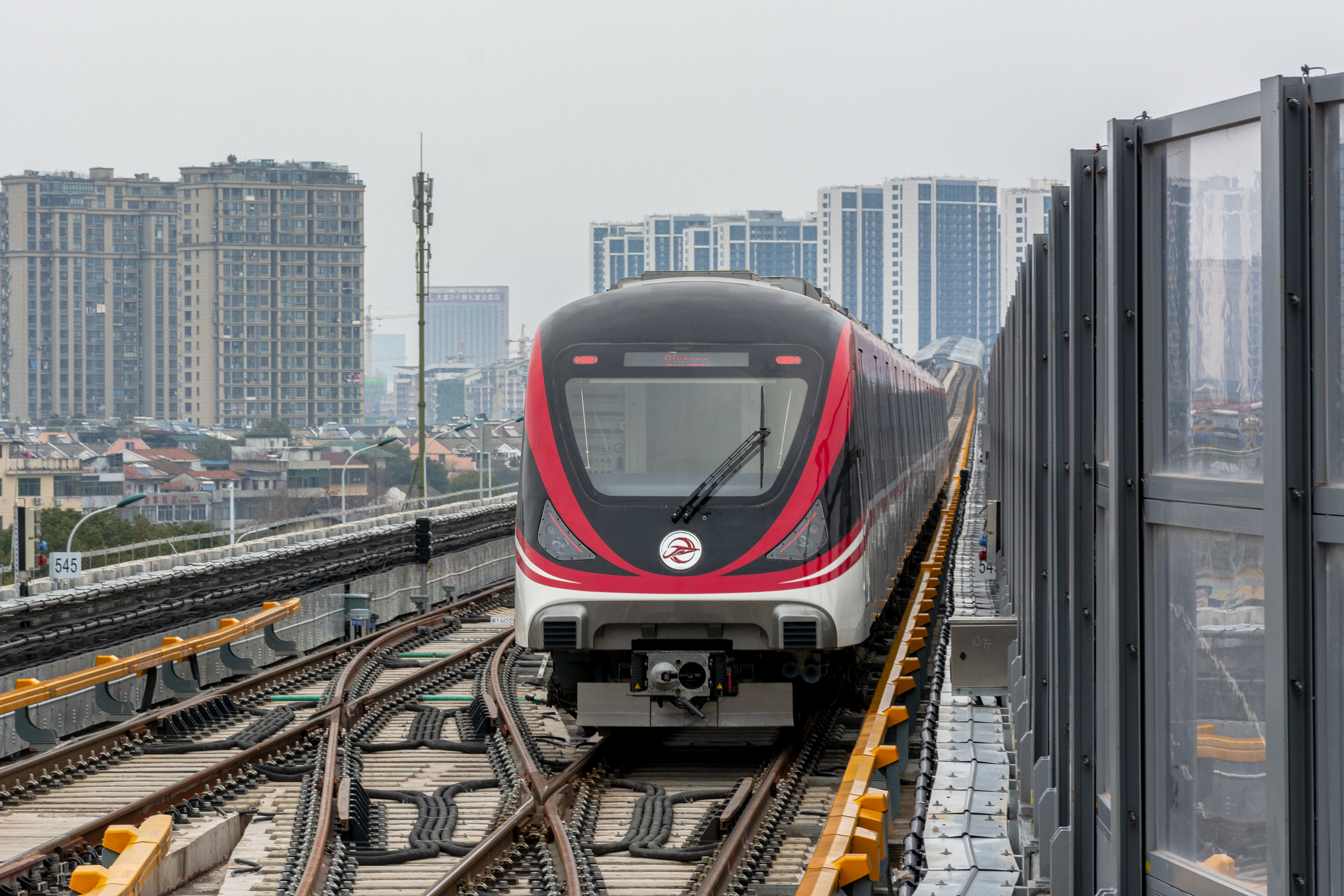
金华轨道交通金义东线列车于绣湖站

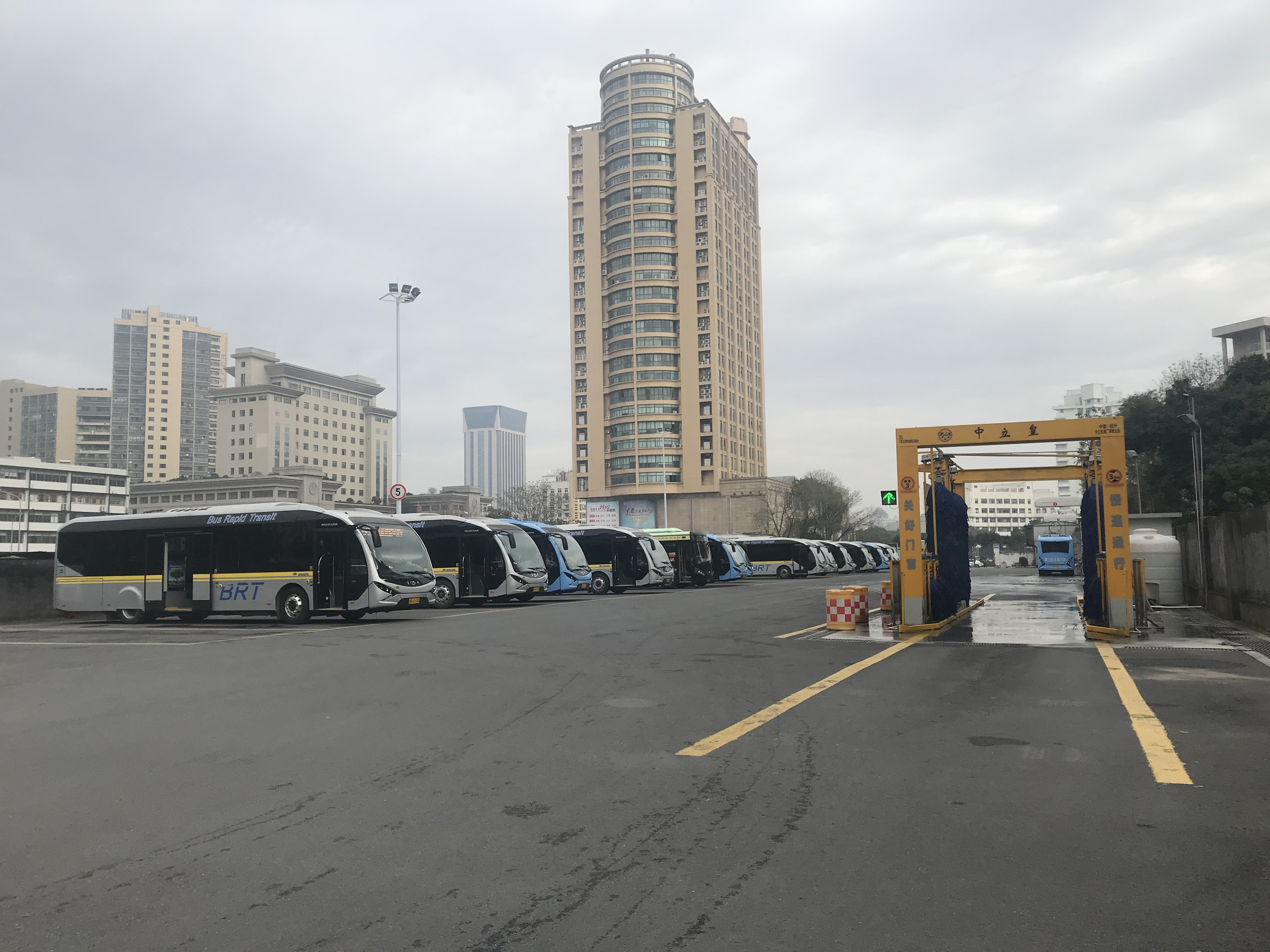
永康街临时公交首末站

#### 公路网
金华市区城市道路网主框架采用环状和方格网相结合的布局形成，由三纵三横三环组成。其中三纵为双龙街、八一街、东市街，三横为人民路、李渔路和海棠路（原330国道），三环为现有环城路、二环和规划中外环（高速公路外环）。
金华市区规划形成“两环四联九射”的快速路网格局，和金华快速路网连接。其中两环为一环路和二环路；四联为迎宾大道、赤松路、仁芳街（环城东路南延线）、金星街；九射为二环北路-金义快速路、环城北路-金义中央大道、环城南路-金义南线、东市街-十白线、金武快速路、八达路-G330外迁线、金衢路-虹戴公路、金衢路-金兰南线、金兰中线。

#### 公共交通
金华市区现有公交线路共129条，其中纯电动快速公交（BRT）线路7条，市区普通公交线路60条（含夜班线路1条、定制线路1条），城乡公交线路118条（其中直通车线路14条），城际公交线路2条。金华市人民政府于2014年启动快速公交（BRT）项目，第一条线路于2015年2月12日投入运营。金华快速公交截至2019年9月供运营6条线路，涵盖主城区、金东新城、婺城新城、汤溪、义乌和兰溪。线路开通后，由于其良好的效益被中华人民共和国交通运输部评为2015年度全国交通文明示范窗口。
金华轨道交通的首条线路金义东线于2016年12月开工，2017年9月28日试验段提前竣工。金义线在2022年8月30日开通试运行，义东线首通段于2022年12月28日开通试运行。

### 绿地
- 金華建築藝術公園
- 施光南音乐广场
- 安地仙源湖度假区
- 中国茶花文化园
- 湖海塘

## 经济

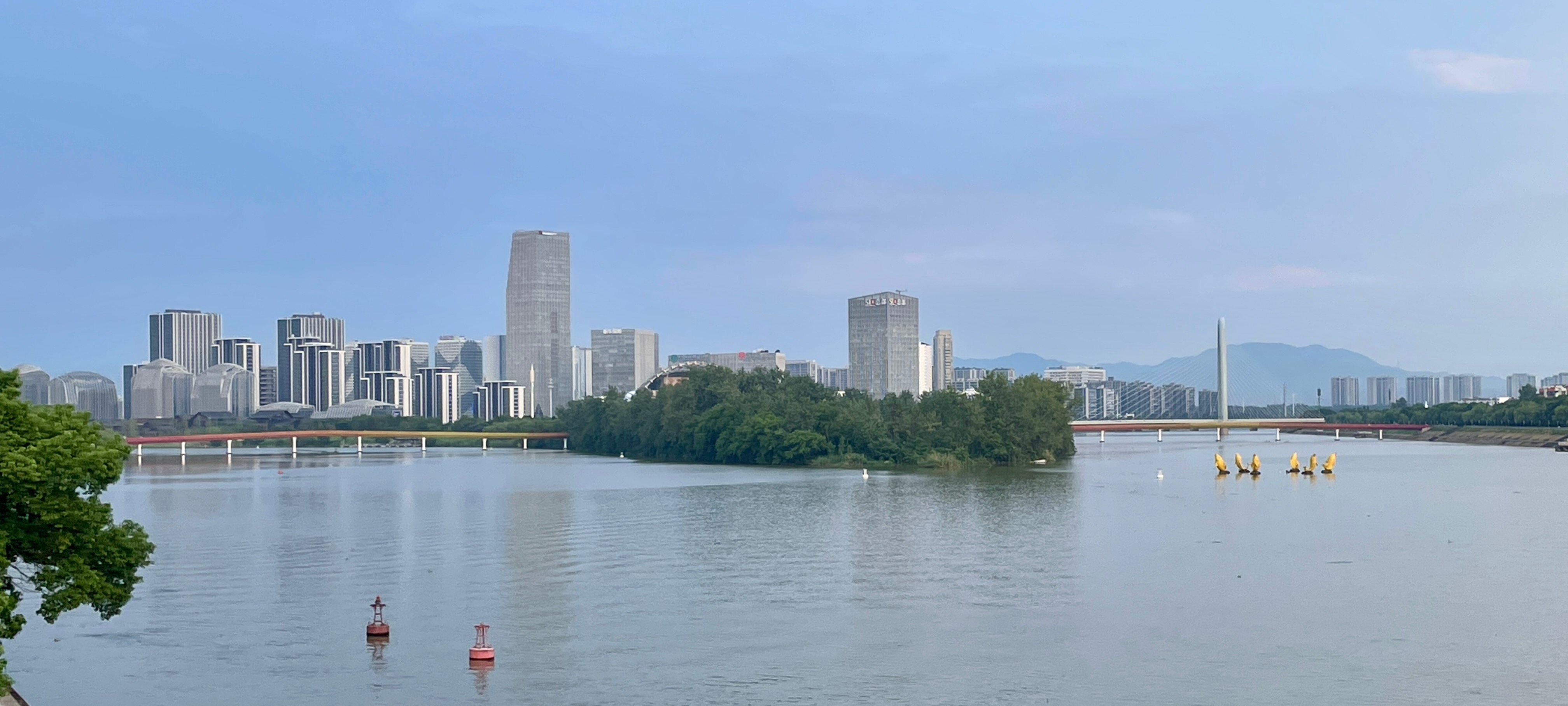
多湖CBD

2023年统计，金华市国内生产总值（GDP）为6011.27亿元人民币，其中义乌市占2055.62亿元，在浙江省县级行政区中排名第十。第一、二、三产业的产值分别为156.41亿元、2367.41亿元、3487.45亿元，三次产业结构比为1.6 : 29.9 : 68.5。人均生产总值84133元人民币（11939美元）。城镇居民人均可支配收入73,639元，农村居民人均可支配收入38,136元。全年地方一般公共预算收入525.80亿元，地方一般公共预算支出848.48亿元。
截止2025年2月，金华市有1家美股上市公司，3家港股上市公司，42家A股上市公司（创业板11家，北交所1家）。A股上市公司中：东阳市有11家（其中横店镇8家），婺城区、义乌市各7家，永康市5家，武义县4家，金东区、兰溪市各3家，浦江县、磐安县各1家。

### 第一产业

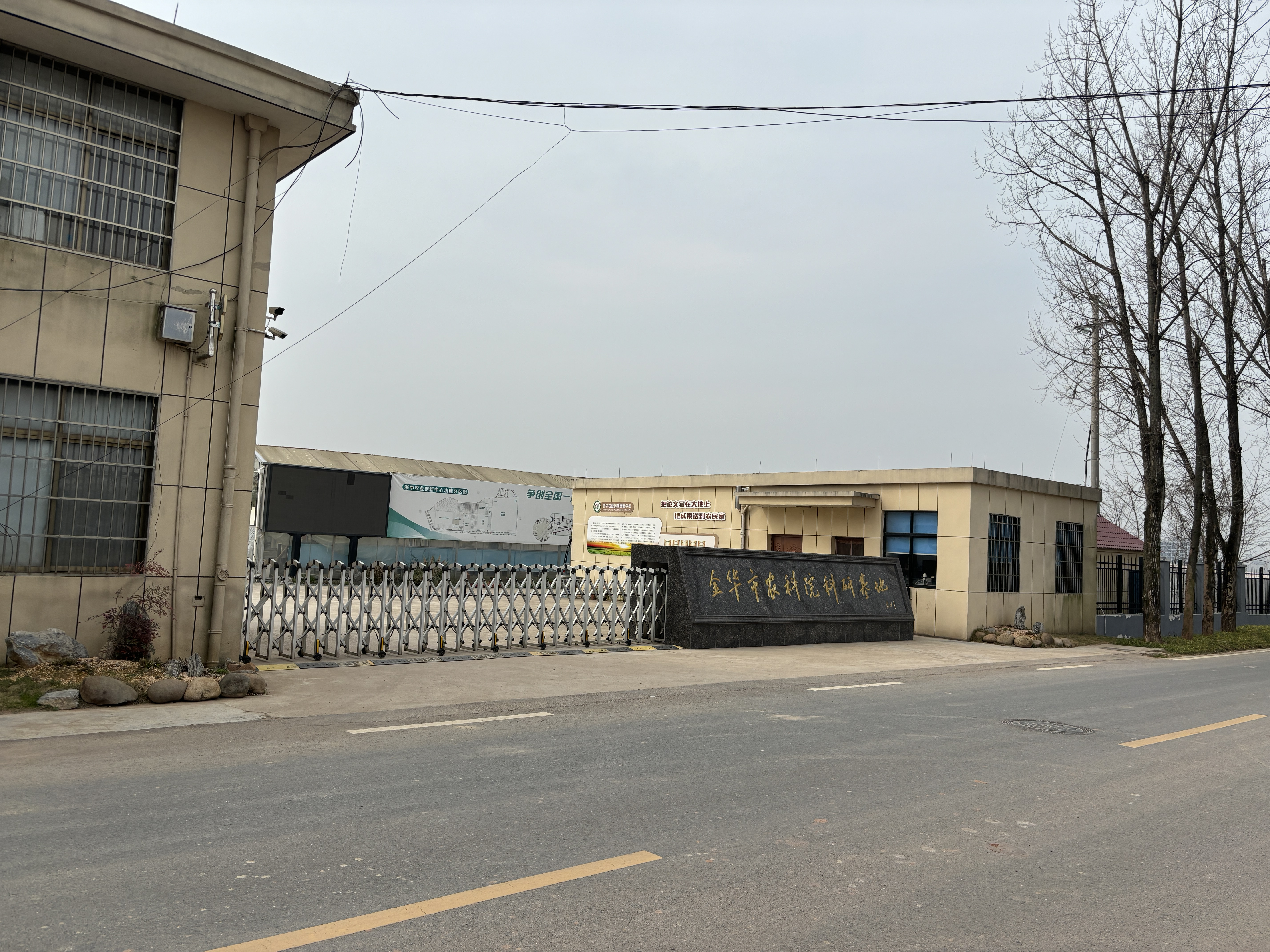
位于石门农垦场的金华市农科院

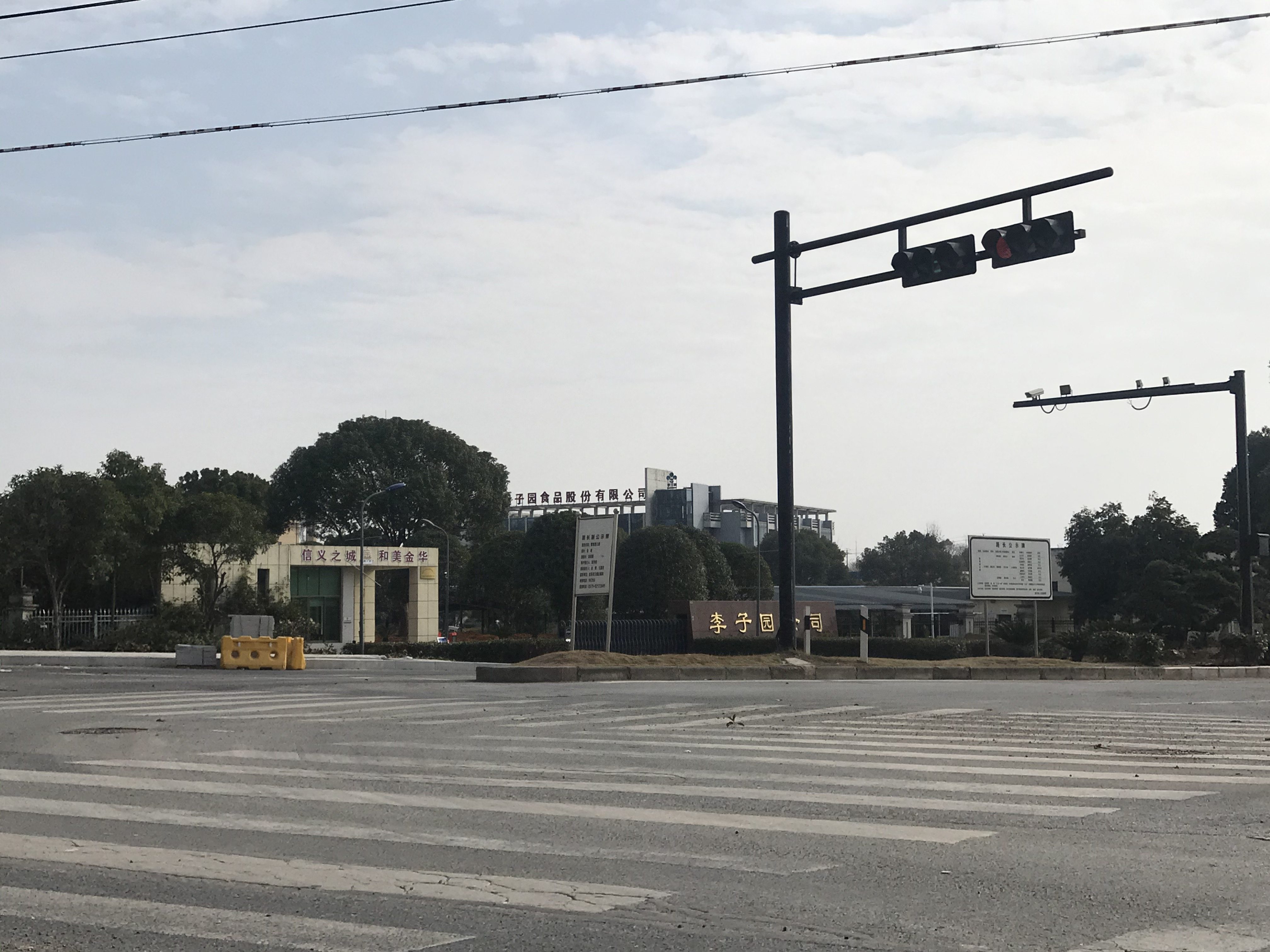
李子园食品

2023年，金华市第一产业产值156亿元人民币，农林牧渔业增加值161.80亿元。中华人民共和国成立后曾利用南郊的缓坡丘陵，开发石门农垦场，从周围城市招募以知青为主的劳动力，曾是浙江省最大也是最早的农垦场。1990年代农场衰落后以原农场地块为核心成立多个农业高科技园区。
全市农作物播种面积275.81万亩。地理标志农产品包括金华火腿、金华两头乌猪、金华佛手、义乌红糖、兰溪小萝卜、兰溪枇杷、兰溪杨梅、浦江葡萄、磐安云峰茶、磐五味中药材（白术、元胡、玄参、浙贝母、杭白芍）、武义“武阳春雨”茶、武义宣莲等。
|                    | 粮食  | 棉花 | 蔬菜   | 中药材 | 水果  |
| ------------------ | ----- | ---- | ------ | ------ | ----- |
| 种植面积（万公顷） | 86.73 | 0.48 | 51.33  | 0.93   | 0.85  |
| 产量（万吨）       | 48.49 | 0.07 | 118.36 | 3.87   | 20.41 |

畜牧业方面，全年猪肉产量11.82万吨，牛肉产量1814吨，羊肉543吨；生猪出栏141.38万头、家禽出栏1952.79万羽、牛奶产量6.29万吨。金华共有存栏奶牛1.58万余头，占全省奶牛总量40%；200头及以上的大中型奶牛养殖场18家，包括李子园、佳乐等乳制品企业，是浙江重要的乳制品加工基地，被誉为“中国南方奶牛之乡”。

### 第二产业
| 排名 | 企业                                 |
| ---- | ------------------------------------ |
| 1    | 浙江卡游动漫有限公司                 |
| 2    | 零跑汽车有限公司                     |
| 3    | 横店集团东磁股份有限公司             |
| 4    | 义乌晶澳太阳能科技有限公司           |
| 5    | 浙江欣旺达电子有限公司               |
| 6    | 浙江嘉益保温科技股份有限公司         |
| 7    | 普洛药业股份有限公司                 |
| 8    | 步阳集团有限公司                     |
| 9    | 天合光能（义乌）科技有限公司         |
| 10   | 浙江万里扬新能源驱动有限公司         |
| 11   | 真爱集团有限公司                     |
| 12   | 王力安防科技股份有限公司             |
| 13   | 浙江安胜科技股份有限公司             |
| 14   | 浙江哈尔斯真空器皿股份有限公司       |
| 15   | 浙江浙能兰溪发电有限责任公司         |
| 16   | 英洛华科技股份有限公司               |
| 17   | 星月集团有限公司                     |
| 18   | 国网浙江省电力有限公司金华供电公司   |
| 19   | 国网浙江省电力有限公司义乌市供电公司 |
| 20   | 巨江电源集团股份有限公司             |

2023年，金华市第二产业产值2367亿元人民币。前十大产业为金属制品、电气机械和器材制造、纺织业、汽车制造、电子设备制造、服饰业、电力热力生产、非金属矿物制品、通用设备制造、橡胶和塑料制品，县域传统优势产业包括永康、武义的五金制造：具体包括智能电动工具、节能环保电动工具、中高档实木复合门、新型特种应用和智能防盗门生产制造；医药产业：金华市区以药物制剂及化学原料为强项，兰溪市以天然药物制剂为特色，东阳市主打化学原料药和医药中间体，知名企业包括康裕制药、尖峰药业、家园药业、康恩贝和普络化学等。此外还有兰溪和义乌的纺织服装、浦江的水晶加工业，东阳的红木家具制造等。
金华市共有金华经济技术开发区、义乌经济技术开发区两个国家级经济技术开发区，另有婺城经济开发区、金磐扶贫经济开发区、兰溪经济开发区、东阳经济开发区、永康经济开发区、浦江经济开发区、8武义经济开发区、磐安经济开发区9个省级开发区。

### 第三产业
金华市的优势第三产业包括外贸出口、国际服务外包、电子商务、呼叫产业外包、物流服务、影视产业。区块分工方面包括金华经济技术开发区的服务外包、文化创意、技术研发、信息软件等产业的发展；以义乌国际商贸城为核心的国际物流、会展经济和小商品设计服务；以东阳横店影视城为核心的影视文化、对外工程承包、旅游服务；以永康总部经济为代表的工业研发服务；以武义和磐安为主体的医养旅游服务；以浙江师范大学为核心的国际教育服务。
电子商务2024年全年网络零售额4773.3亿元，占全省网络零售额的15.6%，总量居全省第2位。

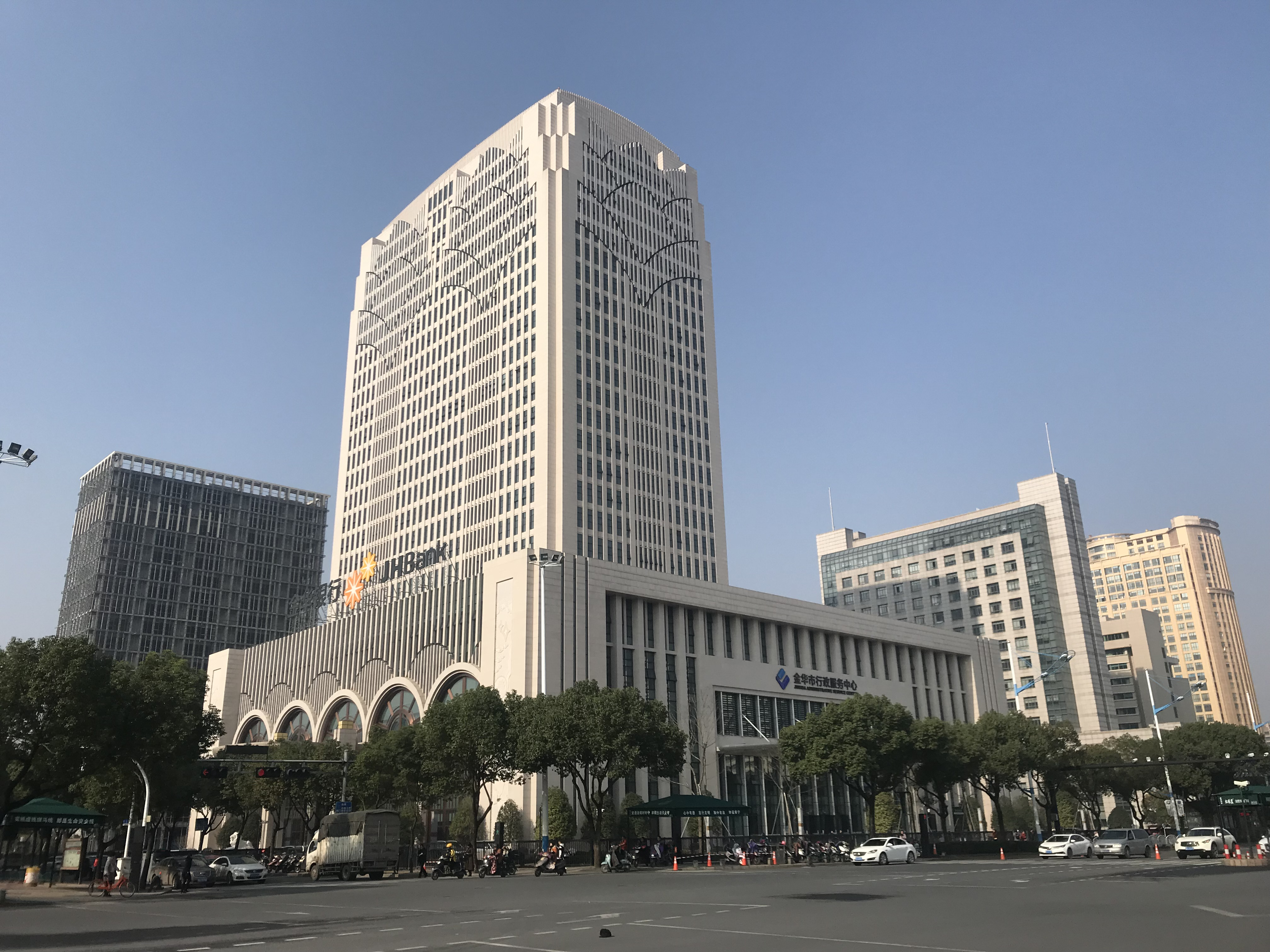
金华银行
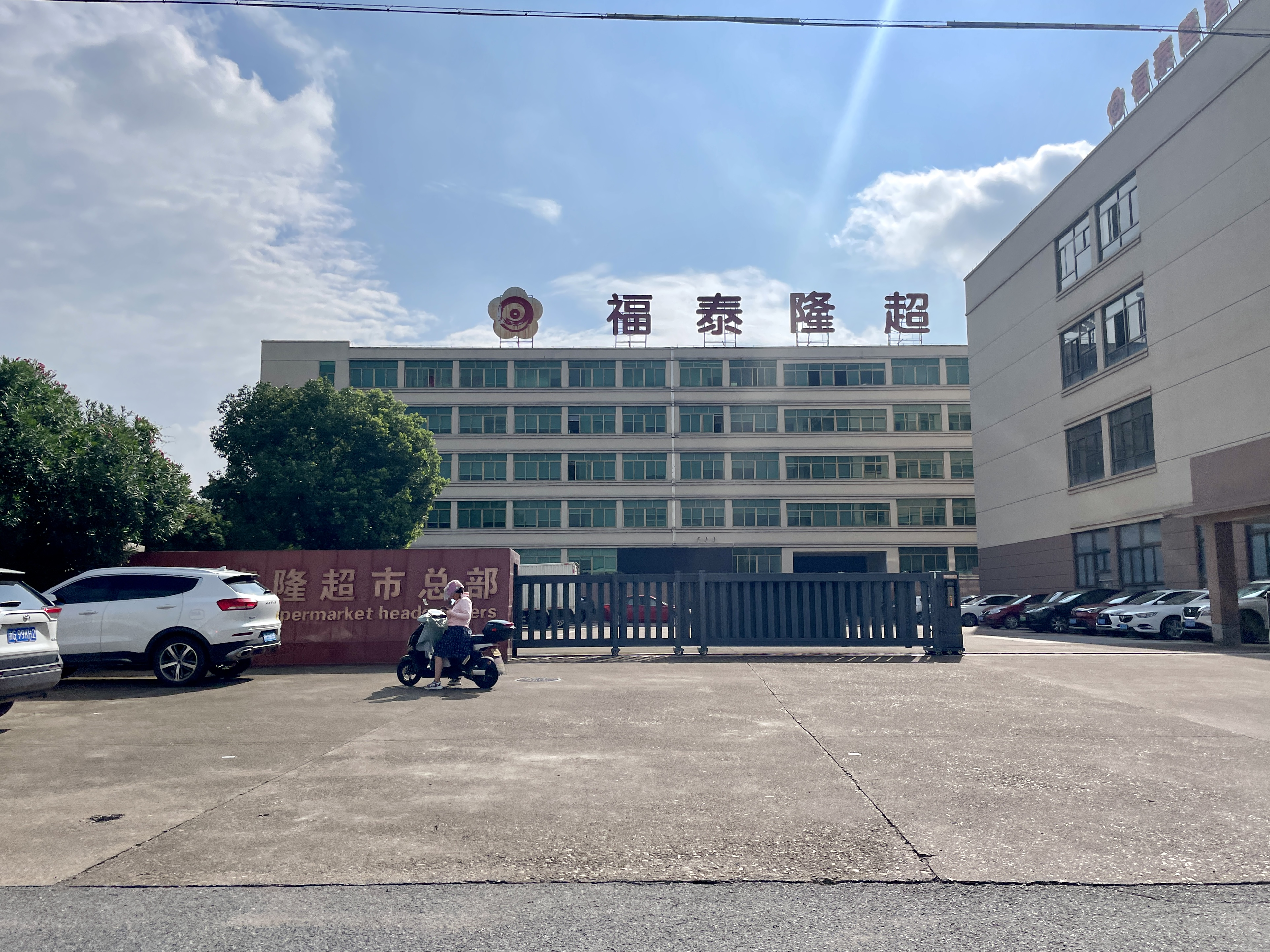
当地零售企业福泰隆
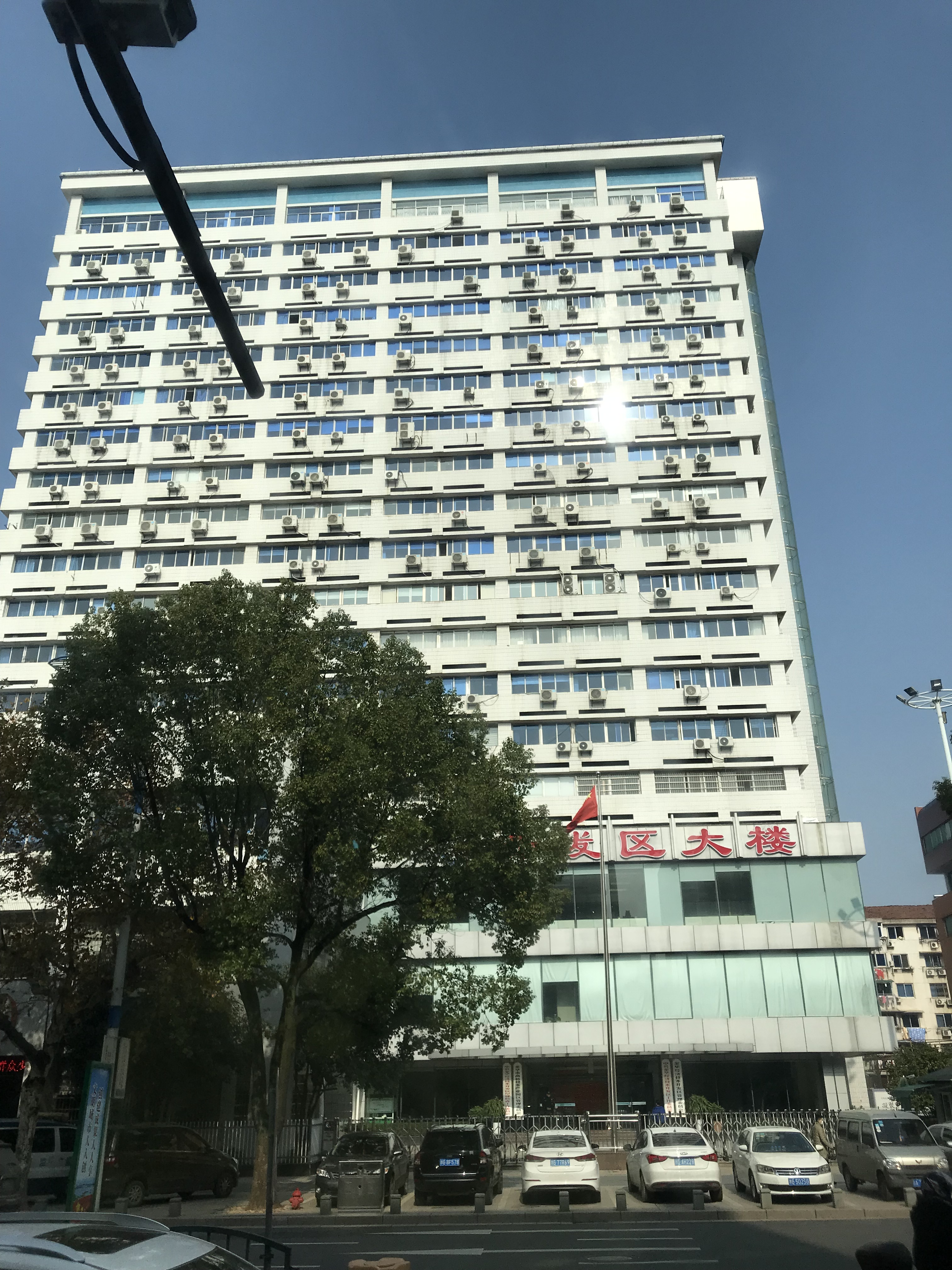
金华经济技术开发区大楼
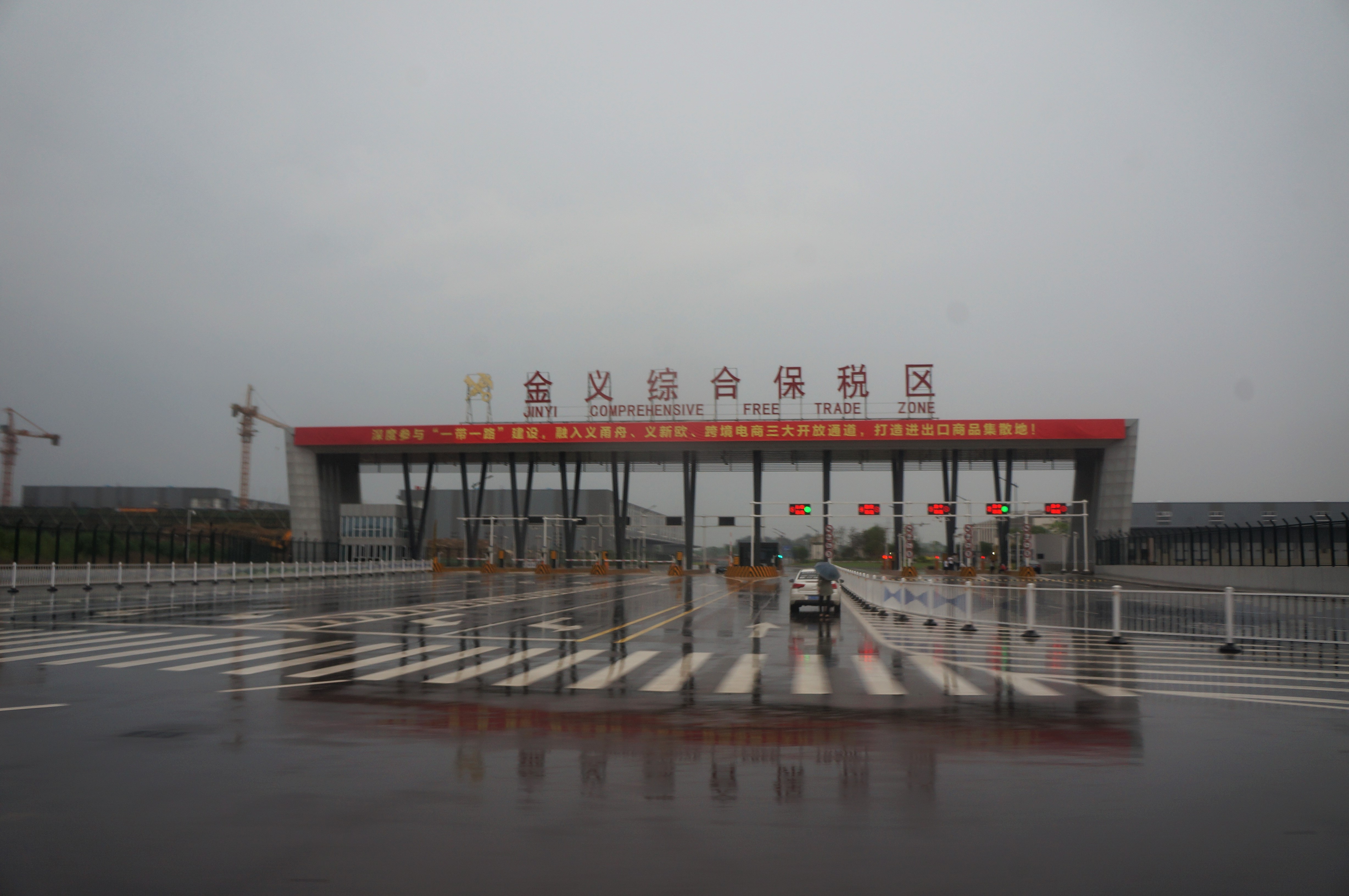
金义新区综合保税区
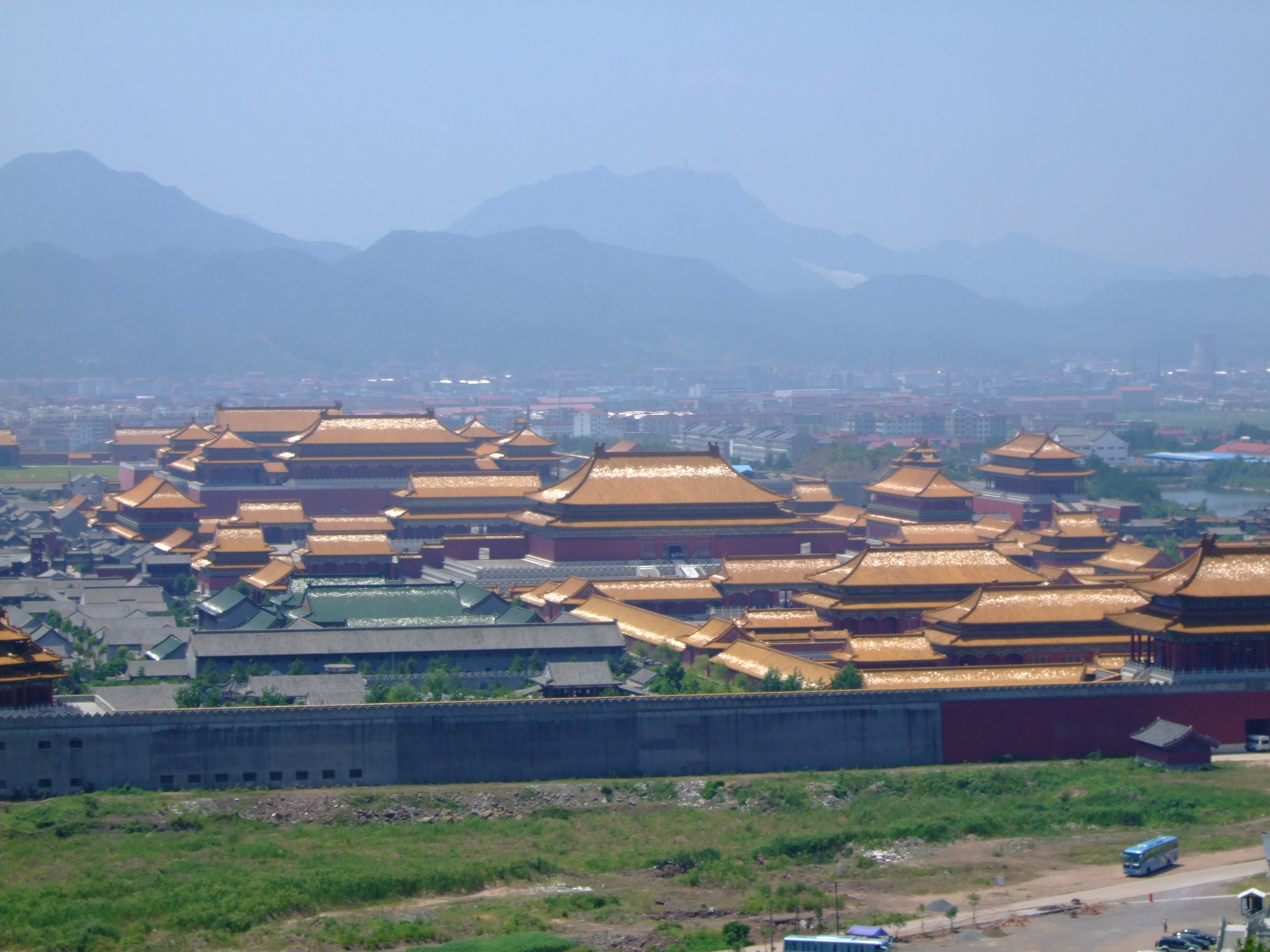
横店影视城明清宫苑景区

#### 物产

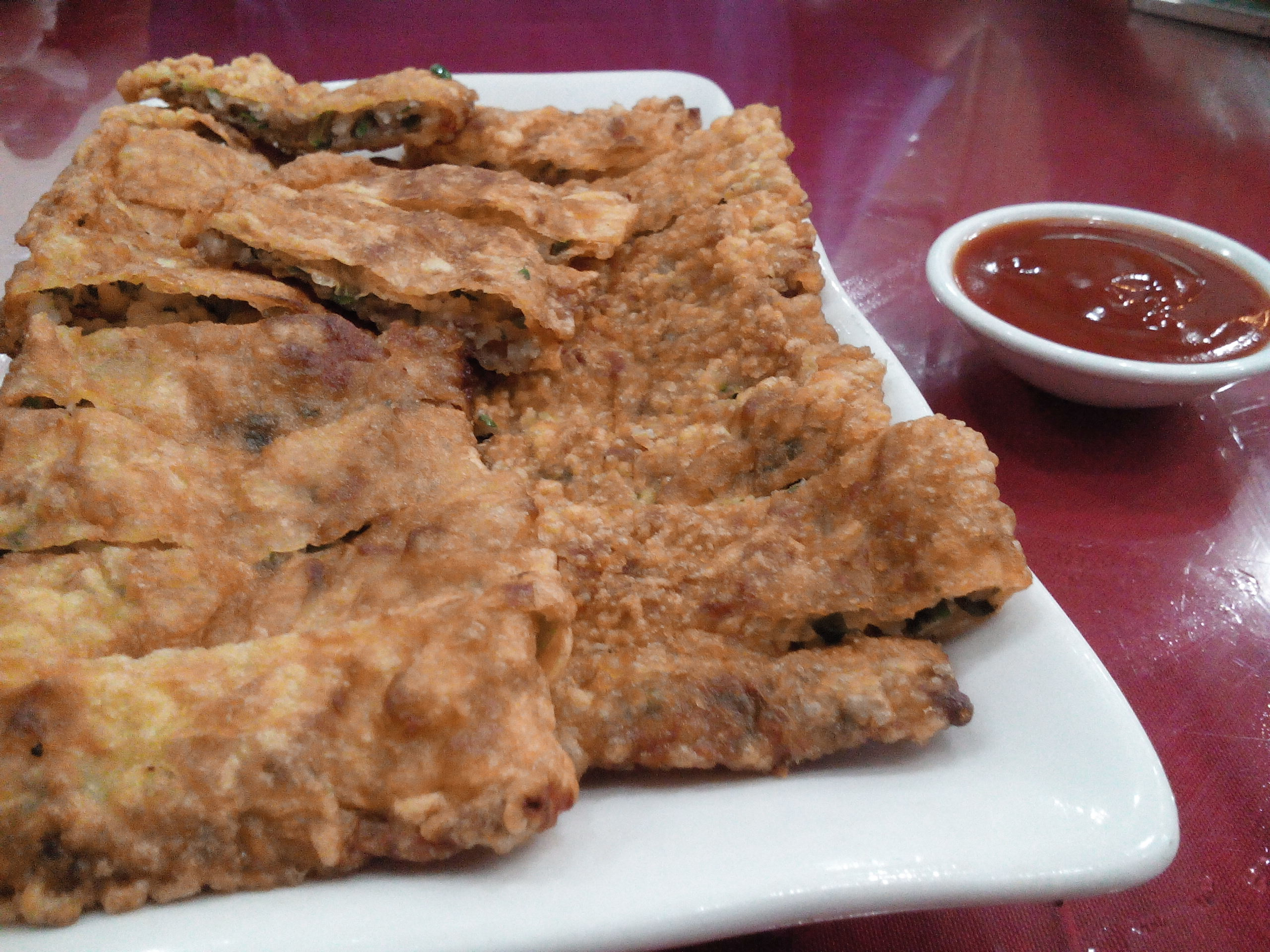
汤溪葱花肉：面衣炸葱花肉馅

金华有多种面食食品。面类包括属于拉面的雅畈黄鳝面、兰溪牛肉面、浦江潘周家一根面、汤溪拉面、佛堂千张面、东阳沃面、永康与磐安的土索面，以及金华牛杂面等；饼类特色小吃包括金华酥饼、雅畈肉饼、义乌东河肉饼、永康肉麦饼、东阳拍拍饼、浦江麦饼、武义宣平卷饼、兰溪鸡子馃、磐安大蒜饼等。2019年3月，金华市城投集团开发的“金华特色饼一条街”在古子城熙春巷区域开业。街区集合了金华全域特色饼如雅畈肉饼、金华烧饼和梅干菜饼、义乌东河肉饼、兰溪鸡子馃、武义和永康肉麦饼等，同时兼顾馒头、粽子、水饺、汤圆、面条等地方风味特色小吃。
2021年1月，金华酥饼、金华佛手饼、兰溪鸡子馃、兰溪咸汤头、东阳沃面、义乌东河肉饼、永康肉麦饼、浦江一根面、武义艾糕、磐安大蒜饼、磐安方前扁食入选浙江省农家特色小吃百强。

## 社会

### 人口
根据2020年第七次全国人口普查，全市常住人口为7,050,683人。同第六次全国人口普查的5,361,572人相比，十年共增加了1,689,111人，增长31.5%，年平均增长率为2.78%。其中，男性人口为3,716,342人，占总人口的52.71%；女性人口为3,334,341人，占总人口的47.29%。总人口性别比（以女性为100）为111.46。0－14岁的人口为1,008,570人，占总人口的14.3%；15－59岁的人口为4,912,875人，占总人口的69.68%；60岁及以上的人口为1,129,238人，占总人口的16.02%，其中65岁及以上的人口为817,097人，占总人口的11.59%。居住在城镇的人口为4,808,140人，占总人口的68.19%；居住在乡村的人口为2,242,543人，占总人口的31.81%。
全市常住人口中，汉族人口为6,619,459人，占93.88%；各少数民族人口为431,224人，占6.12%。与2010年第六次全国人口普查相比，汉族人口增加1,440,334人，增长27.81%，占总人口比例下降2.71个百分点；各少数民族人口增加248,777人，增长136.36%，占总人口比例增加2.71个百分点。
外来人口方面，2020年全金华市暂住人口3,830,929人。其中金东区265,097人、市经济开发区236,844人、婺城区156,706人；其他县区方面，义乌市1,577,321人、永康市549,530人、东阳市544,169人、武义县205,273人、浦江县166,220人、兰溪市92,513人、磐安县37,255人。流动人口来源地以贵州、江西、河南、安徽、云南、湖南、湖北、四川等省份为主。

### 语言
汉语普通话为金华市的通用语言。金华市大部分汉语方言属于吴语金衢片（旧分区理论为属婺州片），包括金兰小片的兰溪話和金华話，和属于义永小片東陽話、浦江話、永康话、義烏話、磐安话、武義話，以及汤溪话。另外，武义县宣平地区方言属吴语上丽片，义乌市大陈镇方言受到诸暨话影响。另外有少量客家话、畲话方言岛。
针对金华地区中小学生的语言使用调查结果显示，方言正逐渐处于弱势地位。随着年龄的增长，学生对普通话的掌握和认可度显著提高，尤其在情感和社会影响方面，普通话更具优势。这一趋势在城市化程度更高的地区更加明显。

### 教育

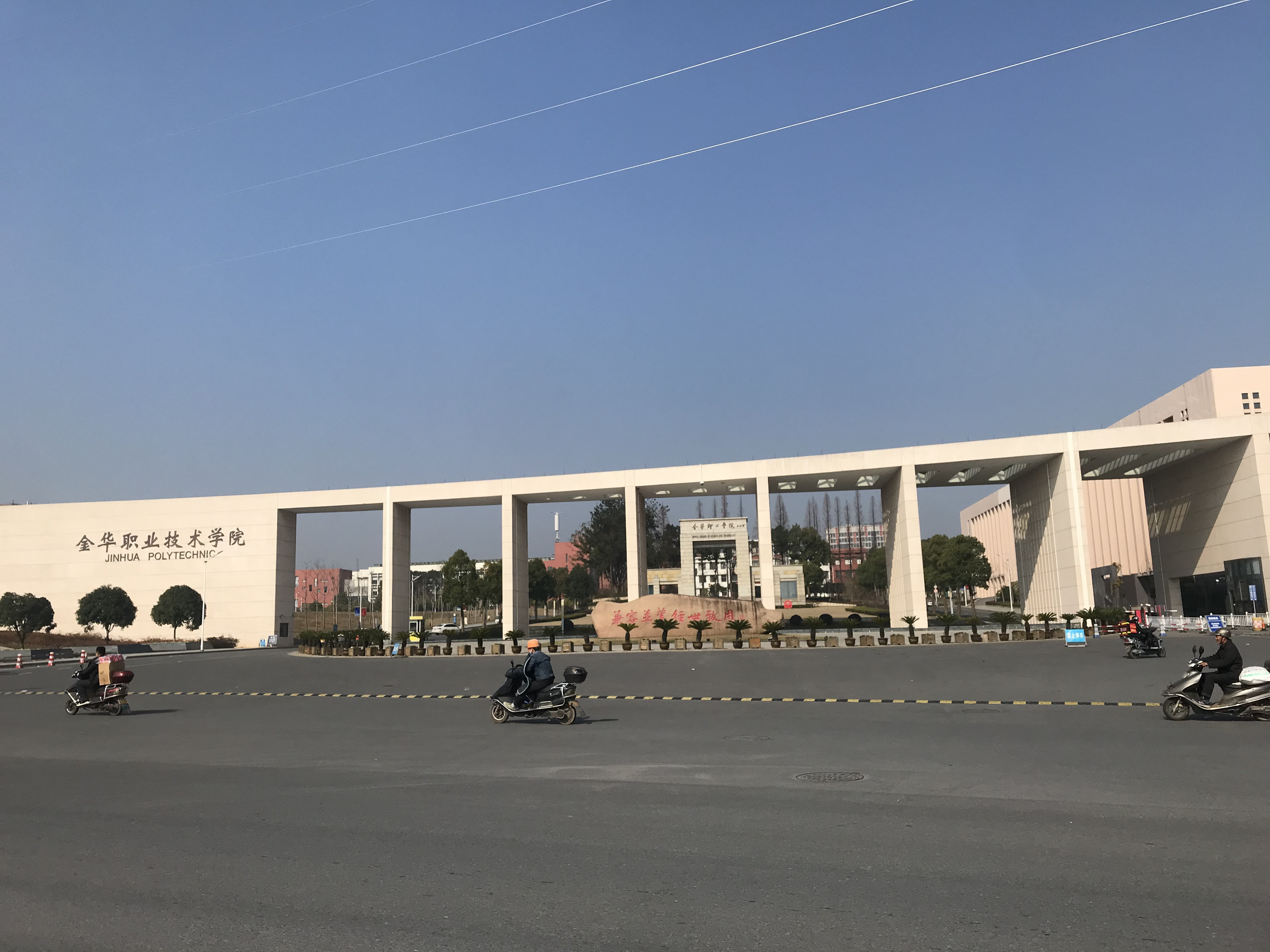
原金华职业技术学院大门（2019年）

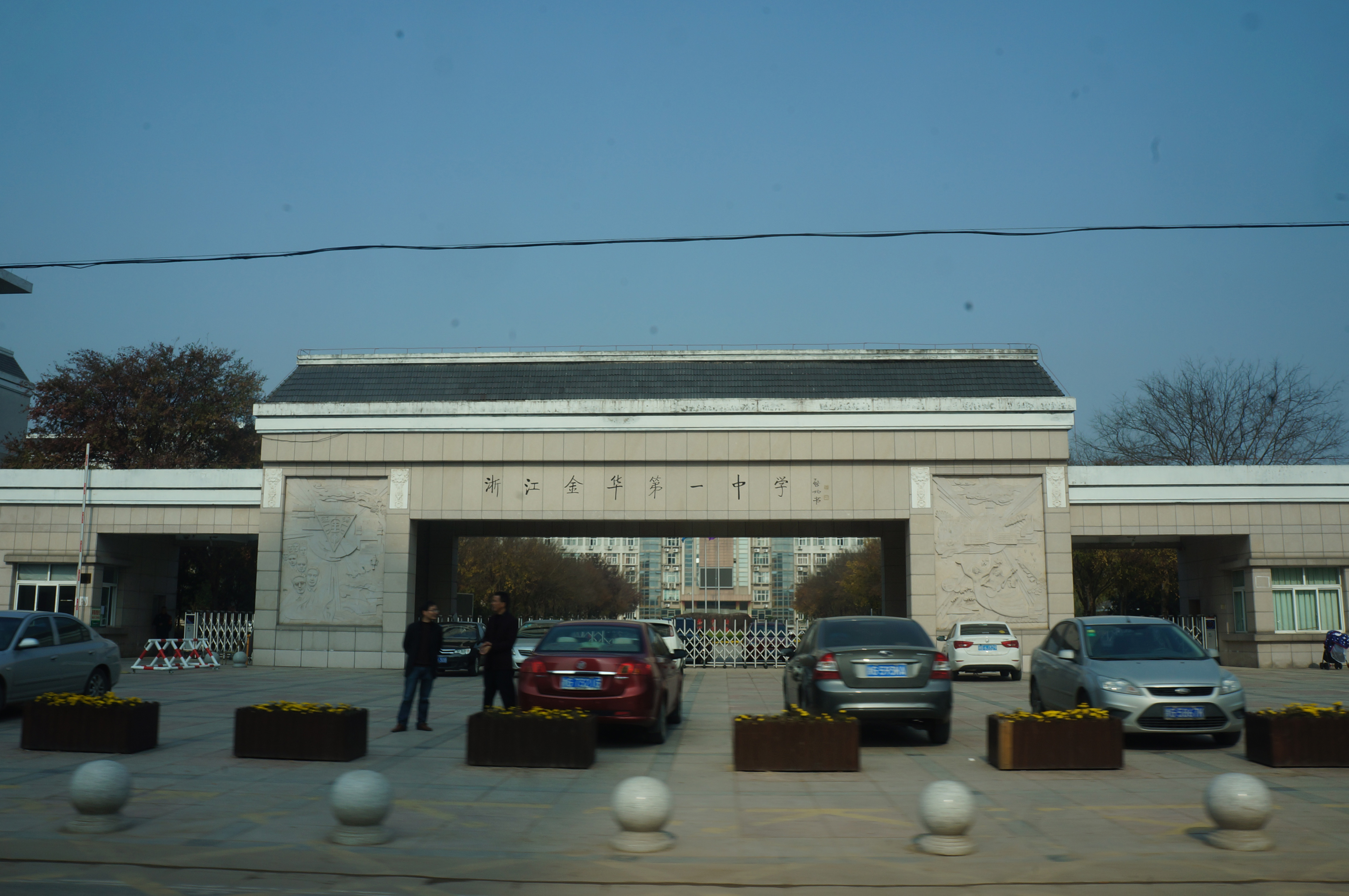
浙江金华第一中学

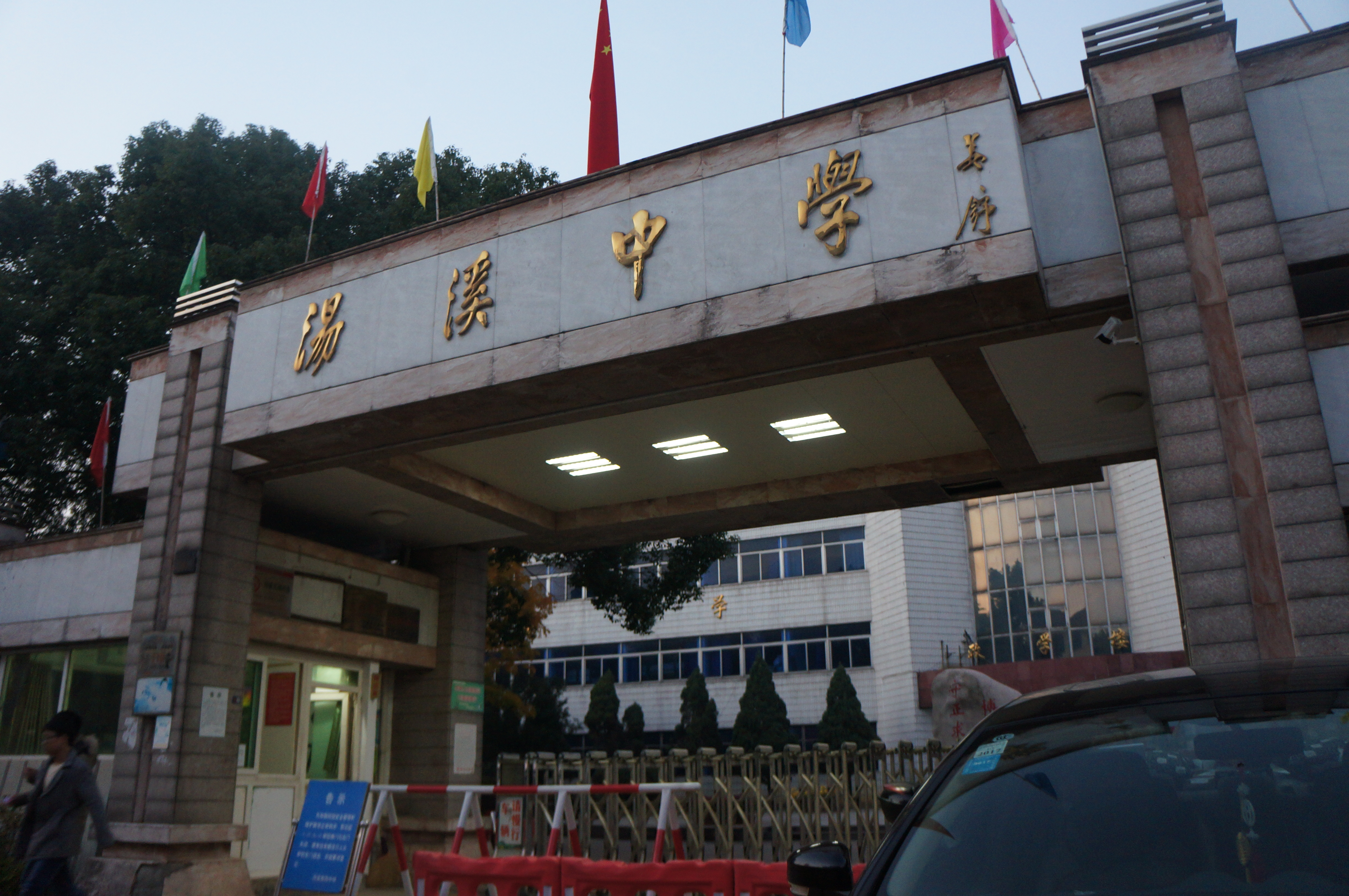
汤溪中学

截至2021年，金华市共有各级各类全日制学校1882所：其中幼儿园1178所、小学387所、初中189所、普通高中81所、中等职业学校27所、特殊教育学校9所。
高等教育方面，在金高等院校共有11所，在校生（含研究生）12.3392万人：其中就读本科在校生4.5138万人；教职工0.8314万人。包括浙江师范大学、上海财经大学浙江学院、浙江师范大学行知学院、金华职业技术大学、浙江广厦建设职业技术大学在内的普通高校5所，浙江科贸职业技术学院、浙江横店影视职业学院、义乌工商职业技术学院高职院校4所，以及成人高校2所。
高中教育方面，金华市区有浙江金华第一中学、浙江师范大学附属中学（金华二中）、汤溪中学和艾青中学共四所浙江省一级重点中学。其他省一级中学包括浙江省义乌中学、浙江省东阳中学、兰溪第一中学、永康一中、武义一中、浦江中学、磐安中学等。

## 对外交通
金華市位於浙江省中部，因而被稱為“浙中交通枢纽”。

### 铁路

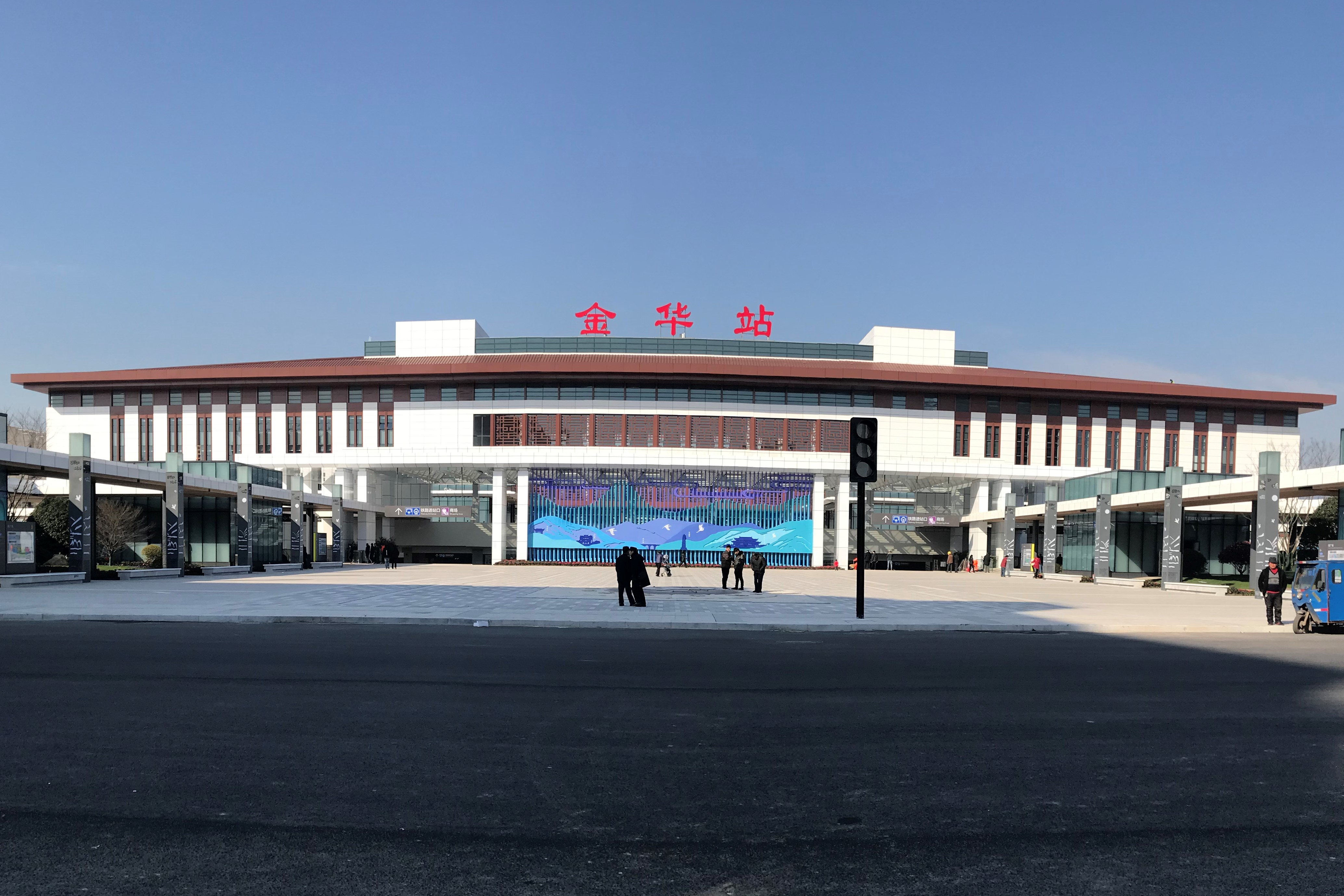
金华站

金华既是浙江省的铁路枢纽，亦将打造国家级铁路枢纽。境内有于1932年建成浙赣铁路（2006年合并成沪昆铁路）联通浙江和江西、1957年建成的金千铁路联通新建的新安江水电站，1996年投入运营的金温铁路更是中国国内第一条合资铁路，2020年、2023年通车的金台铁路、甬金铁路联通浙江省各处。2014年通车的沪昆客运专线使金华迈入了“高铁时代”，2015年通车的金温新双线更使得金华境内的武义、永康享受快速铁路的便捷，2024年通车的杭温高速铁路使得浦江、东阳、磐安接入高速铁路网络。
金华境内主要的客运车站有金华站、义乌站等；货运车站有金华南站、竹马馆站、义乌西站等；还有货运列车编组站金华东站。境内的铁路车站主要由金华车务段管理，金华车务段除管理金华大部分车站外还管辖绍兴市诸暨市、衢州市全境和丽水市内的金温新双线车站；除此之外，浙江金温铁道开发有限公司管理合资铁路金温铁路金华境内除金华南、东孝站外的所有车站。
未来金华将兴建金建铁路以加强和周边各地区的联系。

### 公路
截至2023年年底，金华市公路总里程13142.736公里，其中高速公路里程达到418.297公里，含国道高速259.993公里、省道高速158.304公里。另有非高速国道546公里，非高速省道（含规划）989公里，县道3430.448公里、乡道3483.207公里、专用公路55.911公里、村道4219.946公里。
金华境内已有9条高速公路建成通车，还有13个高速项目在建或拟建。除了高速公路外，金华市还规划了快速路网连接相邻县市之间、重要节点乡镇，其中金武、金兰快速路、金义中央大道已经建成通车，另有兰浦、金永、永武、东磐等快速路项目建设。
- 235国道、 330国道
- 沪昆高速公路（杭金衢高速公路）、 长深高速（建金高速公路、金丽温高速公路）、 温丽高速、 诸永高速、 台金高速、 东永高速等。

### 航空
义乌机场 横店通用机场

## 文化

### 旅游

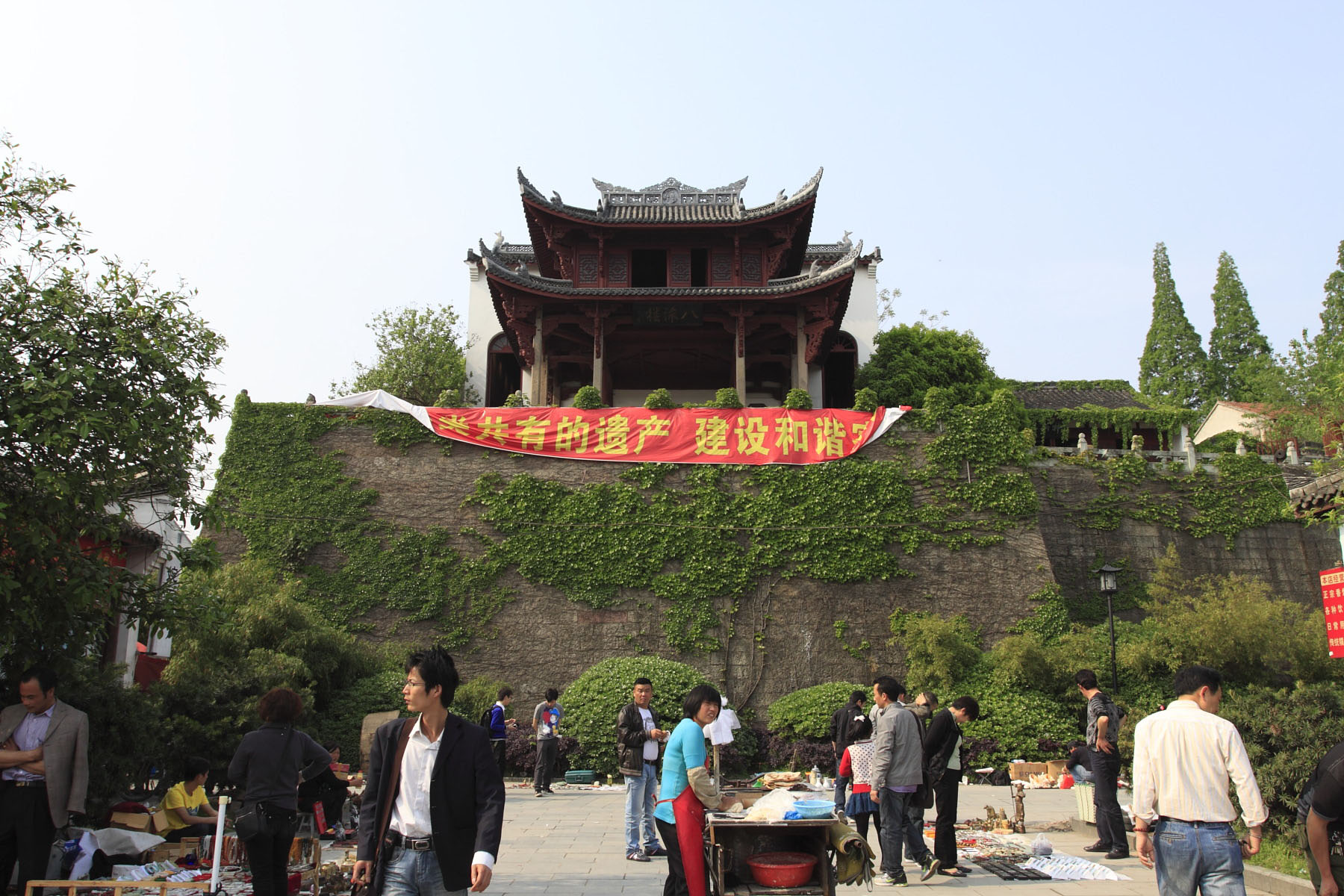
八咏楼

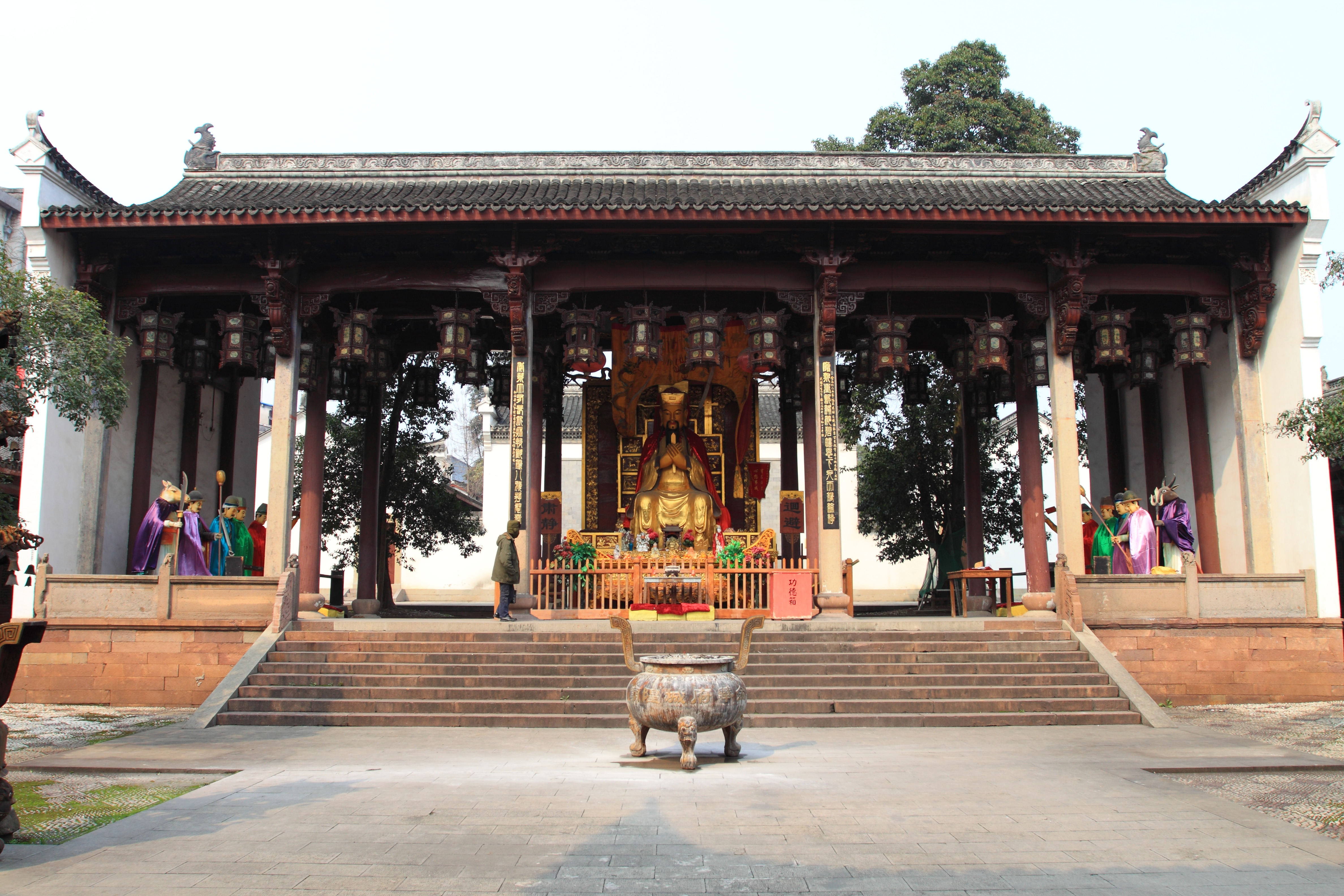
金华府城隍庙

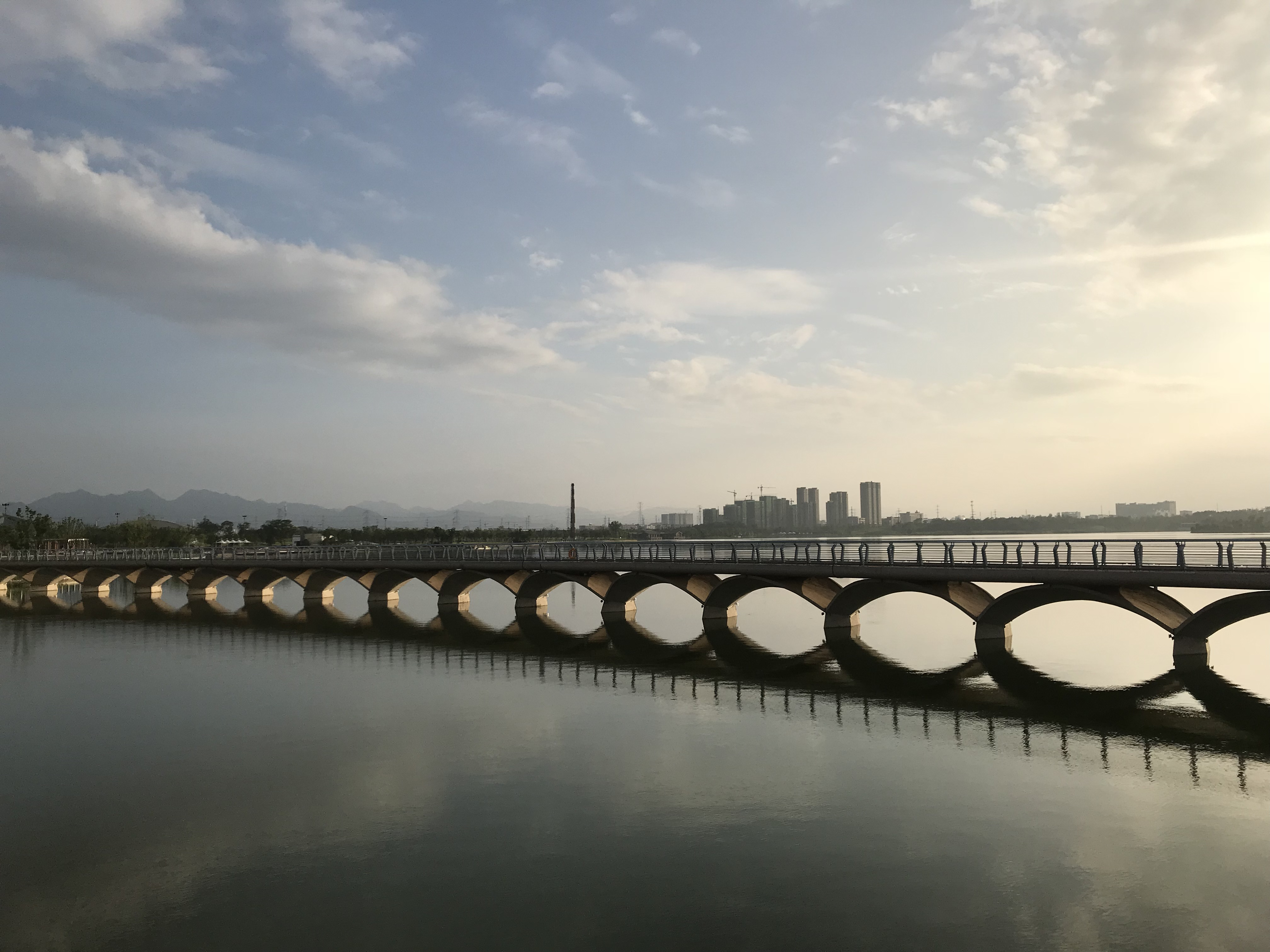
湖海塘

截至2024年，金华市有1个国家5A级旅游景区、1个国家4A级旅游景区；5个省级旅游度假区；1个国家级休闲旅游街区和6个全国乡村旅游重点村镇。

#### 自然风光
双龙风景名胜区（双龙洞、黄大仙宫）、方岩风景名胜区和仙华山风景名胜区为国家重点风景名胜区。

#### 历史文化
2023年，婺州古城入选国家级休闲旅游街区。

##### 全国重点文物保护单位
- 太平天国侍王府
- 东阳卢宅
- 天宁寺大殿
- 延福寺
- 诸葛、长乐村民居
- 铁店窑遗址
- 古月桥
- 黄山八面厅
- 俞源村古建筑群
- 郑义门古建筑群
- 上山遗址
- 东阳土墩墓群
- 玉山古茶场
- 榉溪孔氏家庙
- 法隆寺经幢
- 芝堰村建筑群
- 吕祖谦及家族墓
- 龙德寺塔
- 七家厅
- 西姜祠堂
- 寺平村乡土建筑
- 世德堂
- 上族祠
- 积庆堂
- 余庆堂
- 马上桥花厅

##### 浙江省文物保护单位

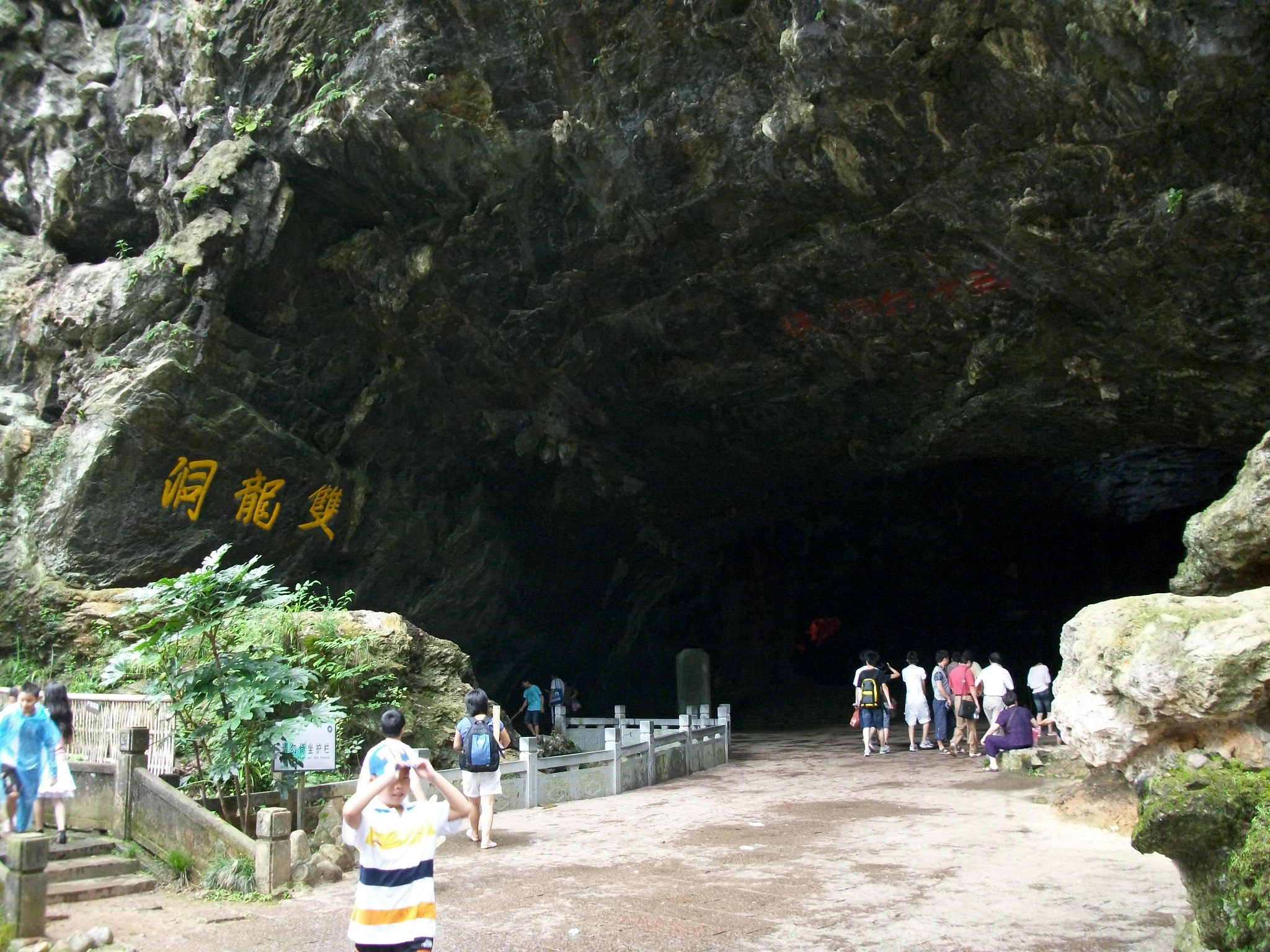
双龙洞
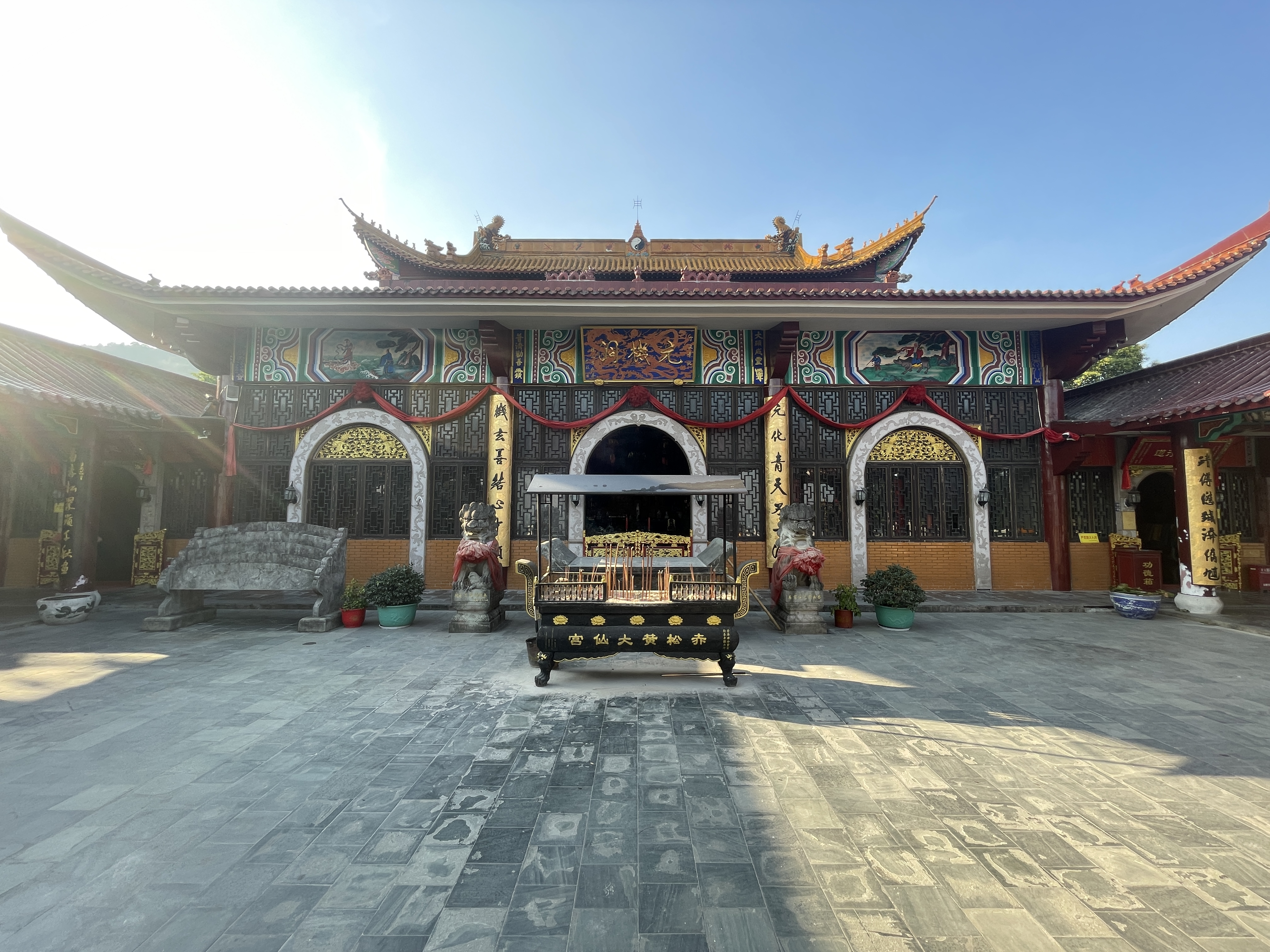
赤松黄大仙宫
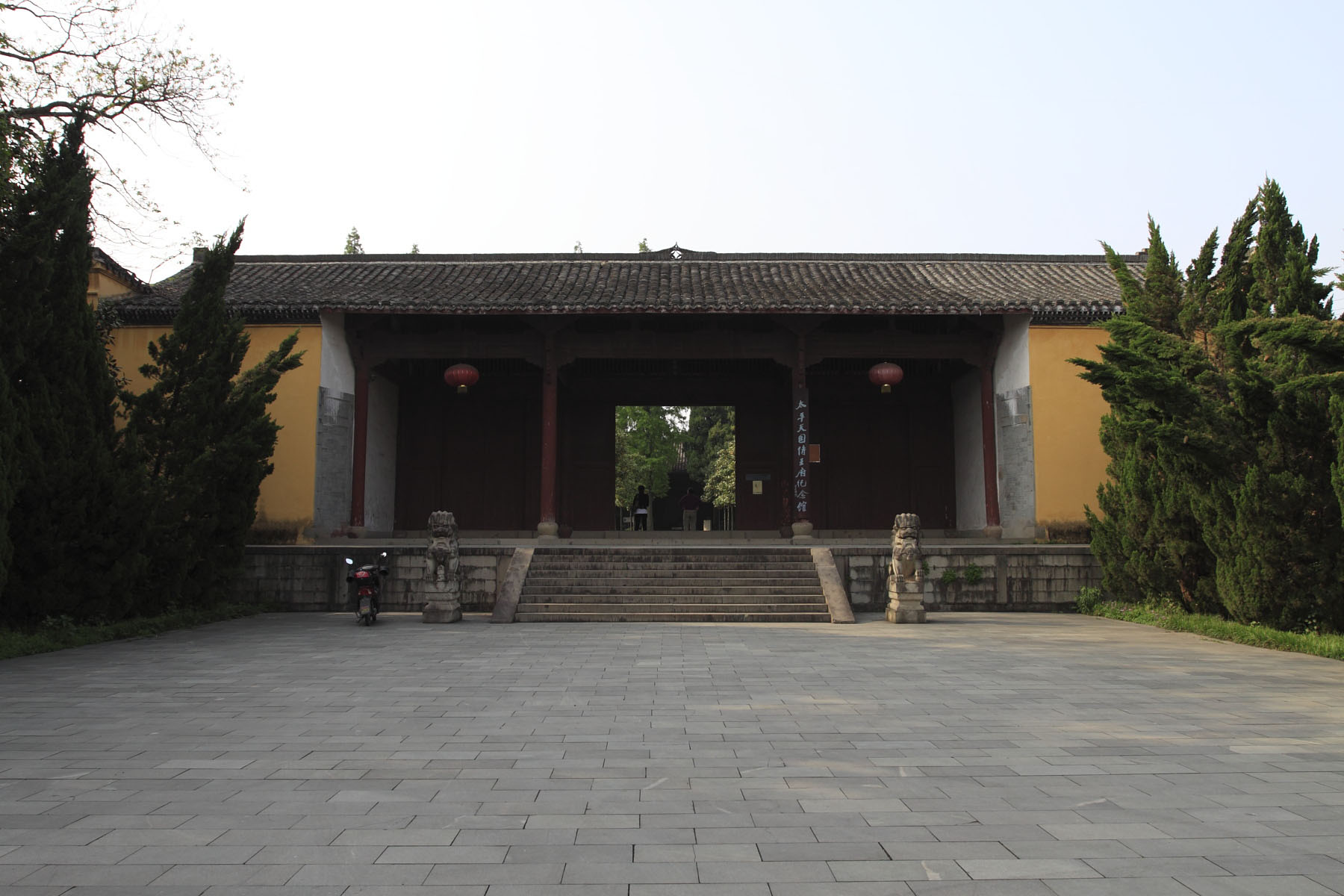
太平天国侍王府
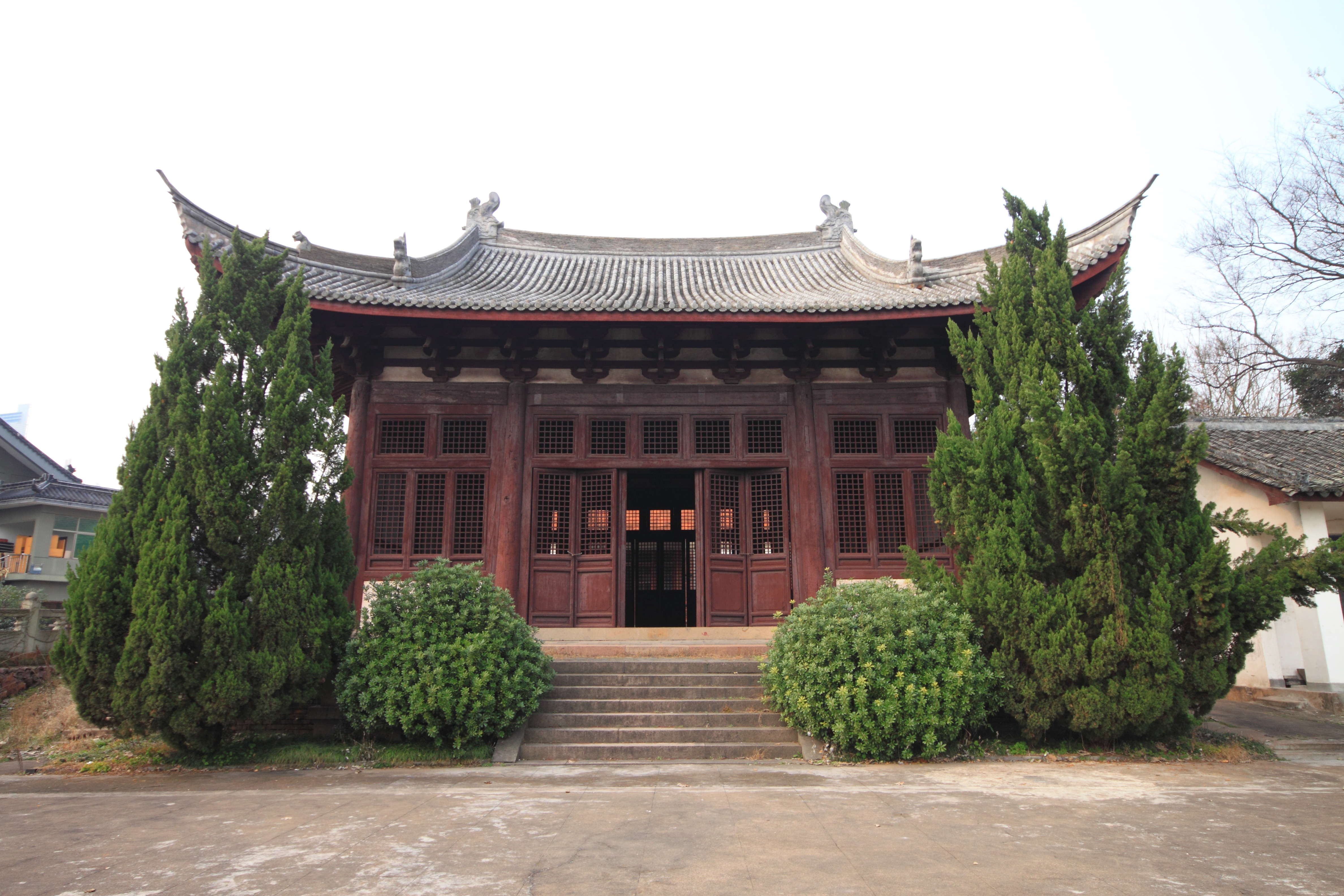
天宁寺大殿
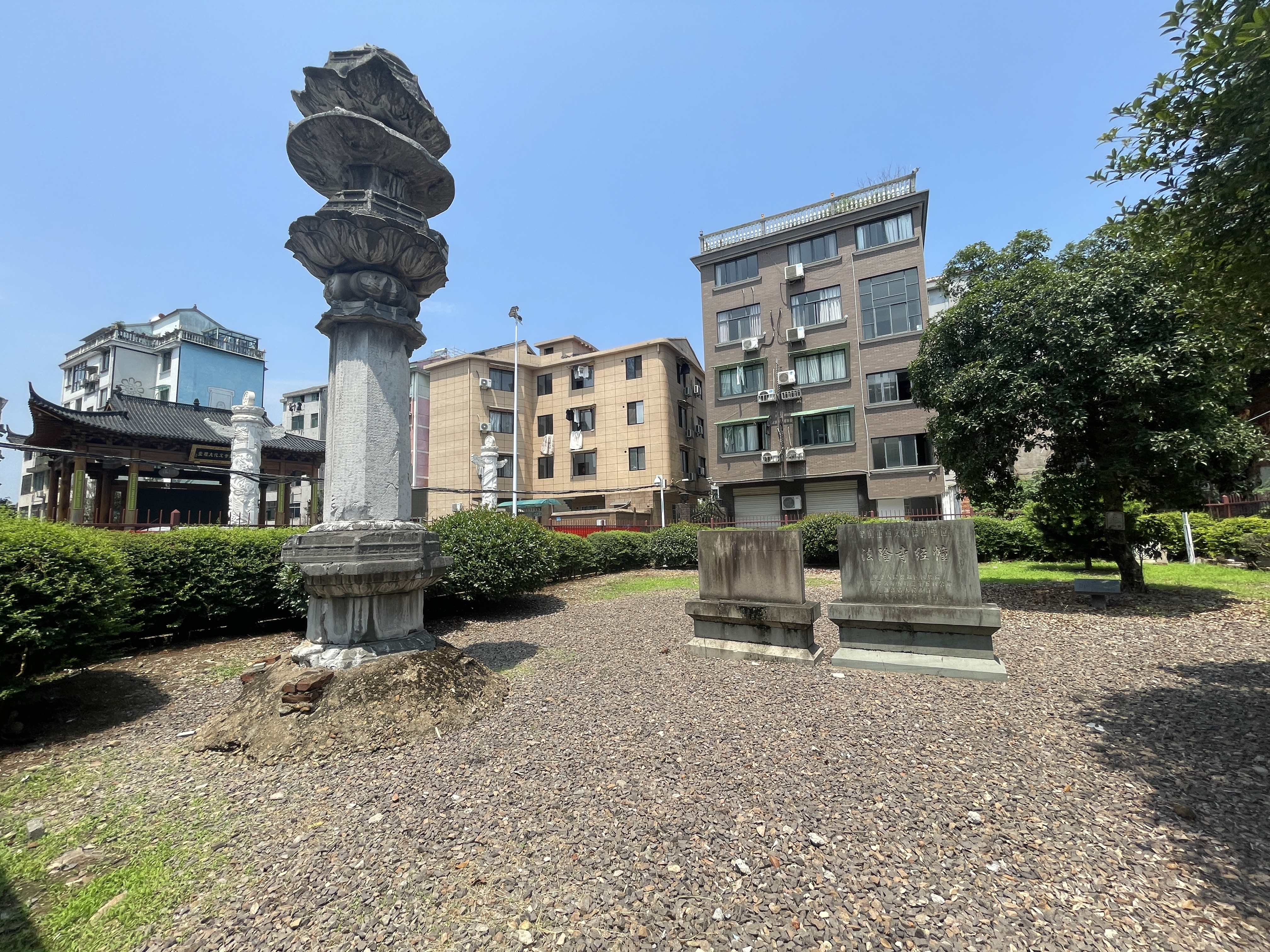
法隆寺经幢
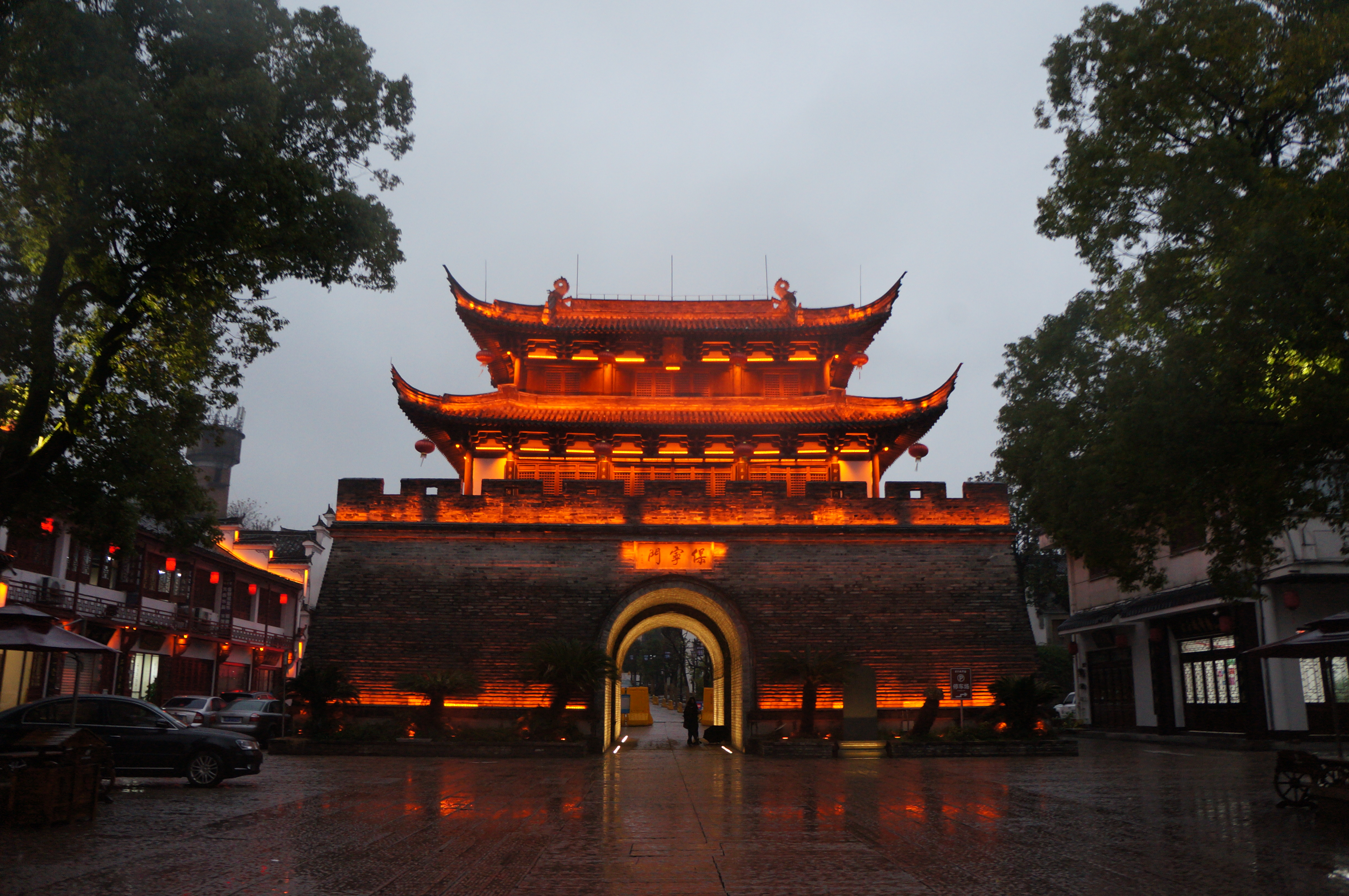
古子城保宁门
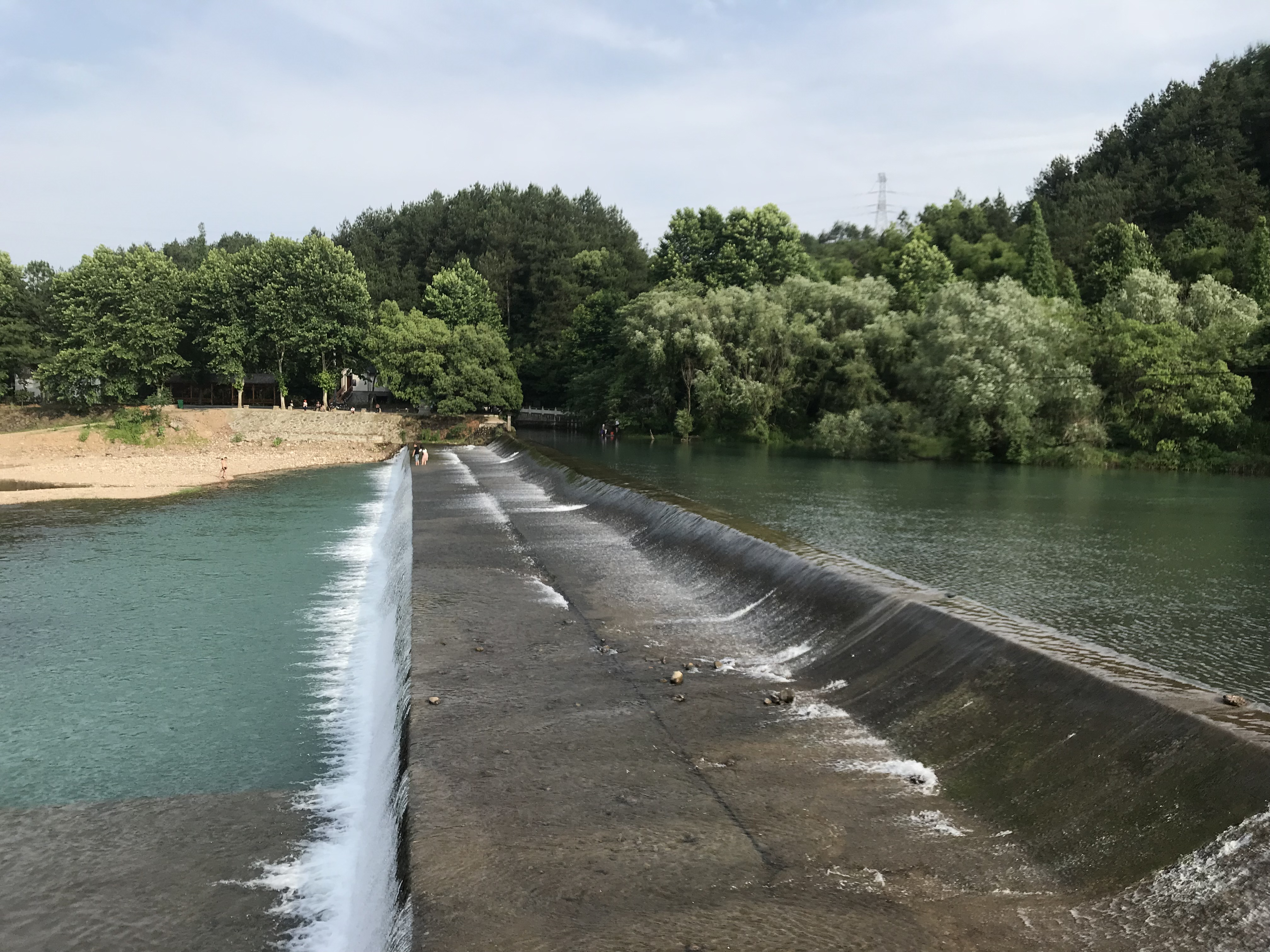
琅琊镇白沙堰
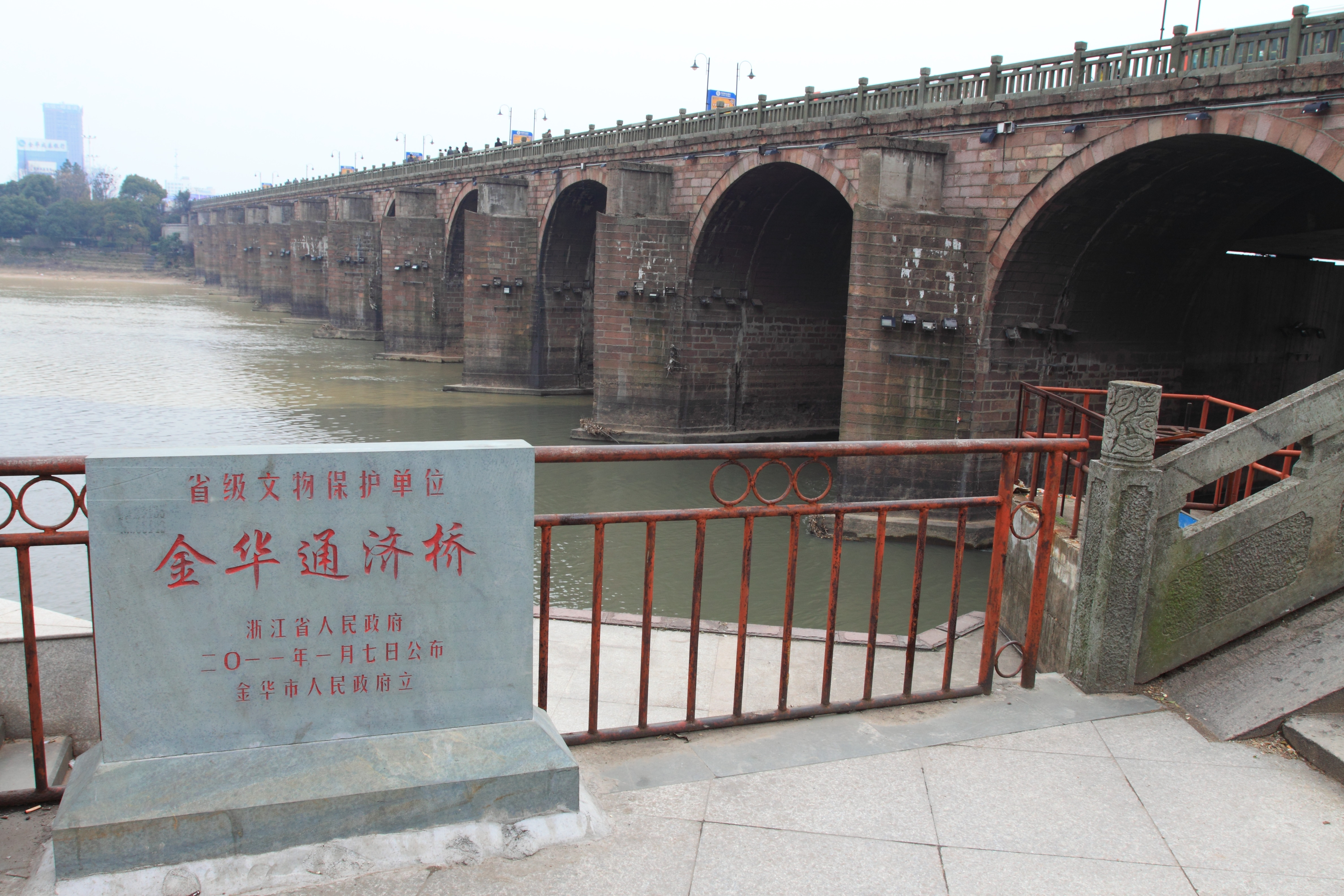
通济桥

- 八咏楼
- 汤溪城隍庙
- 金华府城隍庙
- 鹿田书院
- 东村桥
- 滕氏宗祠
- 汉灶窑址
- 白沙堰
- 石楠塘徐氏宗祠
- 永康考寓
- 金华通济桥
- 宏济桥码头
- 方梅生故居
- 北山摩崖题记
- 邵飘萍旧居
- 台湾义勇队旧址
- 严氏宗祠
- 艾青故居
- 施复亮、施光南故居
- 琐园村乡土建筑
- 蒲塘王氏宗祠
- 傅村傅氏宗祠
- 浙江省立实验农业学校旧址

- 双龙洞
- 赤松黄大仙宫
- 太平天国侍王府
- 天宁寺大殿
- 法隆寺经幢
- 古子城保宁门
- 琅琊镇白沙堰
- 通济桥

## 友好城市

### 国际
- 日本 枥木市 1994年1月[64]
- 南非 布法罗市（原金•威廉姆斯市）1999年4月[65]
- 奥地利 霍拉布隆市 2000年9月[66]
- 新南威尔士州戈斯福德市 2000年10月[67]
- 德国 迪恩市 2002年10月[68]
- 芬兰 科沃拉市 2004年4月[69]
- 美国 印第安纳州阿尔卡特郡 2010年7月[70]
- 乌克兰 波尔塔瓦 2012年3月[71]
- 加拿大 安大略省皮克靈 2012年10月[72]
- 法國 夏斗湖 2019年6月[73]
- 丹麦 哥本哈根 ？[74]

### 国内
- 上海市闵行区
- 甘肃省定西市
- 陕西省咸阳市
- 山西省晋中市
- 贵州省安顺市
- 山东省滨州市
- 廣西壯族自治區崇左市
- 廣西壯族自治區百色市
- 云南省曲靖市
- 海南省海口市
- 上海市徐汇区[75]